# Teen Wolf (série télévisée)
Pour les articles homonymes, voir Teen Wolf (homonymie).
Teen Wolf, le film
Teen Wolf est une série télévisée américaine en cent épisodes d'environ 42 minutes créée par Jeff Davis, adaptée à partir du long métrage du même nom, diffusée entre le 5 juin 2011 et le 24 septembre 2017 sur MTV, aux États-Unis et sur MuchMusic puis MTV au Canada.
En France, la série est diffusée depuis le 3 octobre 2011 sur MTV et depuis le 30 juin 2012 sur France 4, au Québec, depuis le 15 février 2012 sur VRAK et en Belgique, depuis le 14 septembre 2012 sur Plug RTL. L'intégrale de la série sera rediffusée sur NRJ12 à partir du 3 avril 2023.
En septembre 2021, Jeff Davis annonce la production d'une suite sous format d'un long métrage intitulé Teen Wolf: The Movie pour une sortie le 26 janvier 2023 sur la plateforme Paramount+.

## Synopsis
Une nuit, Scott McCall, un jeune lycéen, joueur de crosse au lycée de Beacon Hills en Californie, se promène dans les bois à la recherche de la moitié d'un cadavre avec son meilleur ami Stiles Stilinski et se fait attaquer par une énorme bête sauvage. Il s'en sort avec une morsure à l'abdomen, mais il découvre peu après qu'il est devenu un loup-garou. Dès lors, il doit trouver un équilibre entre sa nouvelle identité et les nombreux dangers qu'elle présente pour sa vie d'adolescent. Tout au long des saisons, il s'efforce de protéger ses proches ainsi que d'en apprendre davantage sur sa condition de loup-garou et des mystères qui l'entourent.

## Distribution

### Acteurs principaux
| Acteurs          | VF                | Personnages                                                  | Saison 1   | Saison 2   | Saison 3   | Saison 3   | Saison 4   | Saison 5   | Saison 5   | Saison 6   | Saison 6   | The Movie  |
| Acteurs          | VF                | Personnages                                                  | Saison 1   | Saison 2   | A          | B          | Saison 4   | Saison 5   | Saison 5   | A          | B          | The Movie  |
| ---------------- | ----------------- | ------------------------------------------------------------ | ---------- | ---------- | ---------- | ---------- | ---------- | ---------- | ---------- | ---------- | ---------- | ---------- |
| Tyler Posey      | Alexandre Nguyen  | Scott McCall                                                 | Principal  | Principal  | Principal  | Principal  | Principal  | Principal  | Principal  | Principal  | Principal  | Principal  |
| Holland Roden    | Fily Keita        | Lydia Martin                                                 | Principale | Principale | Principale | Principale | Principale | Principale | Principale | Principale | Principale | Principale |
| Dylan O'Brien    | Hervé Grull       | Mieczyslaw « Stiles » Stilinski                              | Principal  | Principal  | Principal  | Principal  | Principal  | Principal  | Principal  | Récurrent  | Récurrent  |            |
| Tyler Hoechlin   | Stéphane Pouplard | Derek Hale                                                   | Principal  | Principal  | Principal  | Principal  | Principal  |            |            |            | Invité     | Principal  |
| Crystal Reed     | Jessica Monceau   | Allison Argent (s1-3 + The Movie) // Marie-Jeanne Valet (s5) | Principale | Principale | Principale | Principale |            |            | Invitée    |            |            | Principale |
| Colton Haynes    | Fabrice Fara      | Jackson Whittemore                                           | Principal  | Principal  |            |            |            |            |            |            | Invité     | Principal  |
| Linden Ashby     | Luc Boulad        | Shérif Noah Stilinski                                        | Récurrent  | Récurrent  | Récurrent  | Récurrent  | Récurrent  | Récurrent  | Récurrent  | Principal  | Principal  | Principal  |
| JR Bourne        | Éric Aubrahn      | Chris Argent                                                 | Récurrent  | Récurrent  | Récurrent  | Récurrent  | Récurrent  | Récurrent  | Récurrent  | Principal  | Principal  | Principal  |
| Melissa Ponzio   | Guylène Ouvrard   | Melissa McCall                                               | Récurrente | Récurrente | Récurrente | Récurrente | Récurrente | Récurrente | Récurrente | Principal  | Principal  | Principal  |
| Arden Cho        | Geneviève Doang   | Kira Yukimura                                                |            |            |            | Récurrente | Principale | Principale | Principale |            |            |            |
| Shelley Hennig   | Cindy Lemineur    | Malia Tate / Hale                                            |            |            |            | Invitée    | Principale | Principale | Principale | Principale | Principale | Principale |
| Dylan Sprayberry | Fabrice Trojani   | Liam Dunbar                                                  |            |            |            |            | Récurrent  | Récurrent  | Principal  | Principal  | Principal  | Principal  |

### Acteurs récurrents
Introduits lors de la première saison :
- Seth Gilliam (VF : Yann Pichon) : Dr Alan Deaton, le vétérinaire (saisons 1 à 6 + The Movie)
- Ian Bohen (VF : Guillaume Lebon) : Peter Hale (saisons 1 à 4 et 6 + The Movie)
- Orny Adams (VF : Yannick Blivet) : le coach Bobby Finstock (saisons 1 à 4 et 6, invité saison 5 + The Movie)
- Susan Walters (VF : Maïté Monceau) : Natalie Martin (invitée saisons 1 et 2, récurrente saisons 3 à 6)
- Jill Wagner (VF : Claire Guyot) : Katerine « Kate » Argent (récurrente saisons 1 et 4, invitée saisons 3B et 6B)
- Keahu Kahuanui (VF : Nathanel Alimi) : Danny Mahealani (saisons 1 à 3)
- Adam Fristoe (VF : Cédric Barbereau) : le professeur Adrian Harris (saisons 1 et 2, invité saison 3A + The Movie)
- Eaddy Mays (VF : Véronique Borgias) : Victoria Argent (récurrente saisons 1 et 2, invitée saison 3A + The Movie)
- Marvin Duerkholz (VF : Geoffrey Loval) : Cody
- Robert Pralgo (VF : Tugdual Rio) : M. Whittmore
- Jeff Rose () : M. Martin
- Adam Rosenberg (VF : Rémi Caillebot) : Brian

Introduits lors de la deuxième saison :
- Daniel Sharman (VF : Julien Alluguette) : Isaac Lahey (saisons 2 et 3)
- Gage Golightly (VF : Catherine Desplaces) : Erica Reyes (récurrente saison 2, invitée saison 3A)
- Sinqua Walls (VF : Alexandre Guansé (saison 2) puis Namakan Koné (saison 3) : Vernon Boyd (saisons 2 et 3A)
- Michael Hogan (VF : Michel Voletti) : Gerard Argent (récurrent saisons 2, 5 et 6B, invité saison 3A)
- Bianca Lawson (VF : Sylvie Jacob) : Mme Marine Morrell (saisons 2 et 3)
- Stephen Lunsford (VF : Paolo Domingo) : Matthew « Matt » Daehler
- John Wesley Shipp (VF : Philippe Catoire) : M. Lahey
- Michael Fjordbak (VF : David Dos Santos) : Junior/ Peter Hale jeune

Introduits lors de la troisième saison :
- Charles Carver (VF : Olivier Martret) : Ethan (saison 3, invité saison 6B)
- Max Carver (VF : Olivier Martret) : Aiden (récurrent saison 3, invité saison 5)
- Cale Shultz : Voltron (quand les jumeaux fusionnent en un loup-garou géant)
- Haley Webb (VF : Pamela Ravassard) : Jennifer Blake (saison 3, invitée saison 6B)
- Adelaide Kane (VF : Victoria Grosbois) : Cora Hale
- Felisha Terrell (en) (VF : Anne Mathot) : Kali
- Gideon Emery (VF : Sylvain Agaësse) : Deucalion (saisons 3, 5 et 6B)
- Matthew Del Negro (VF : Constantin Pappas) : Rafael McCall (saisons 3, 4 et 6B)
- Tamlyn Tomita (VF : Sabeline Amaury) : Noshiko Yukimura, la mère de Kira (saisons 3 à 5, invitée saison 6A)
- Tom Choi (VF : Bertrand Liebert) : M. Yukimura, le père de Kira (saisons 3 à 5)
- Brian Patrick Wade (VF : Frédéric Popovic) : Ennis
- Ryan Kelley (VF : Garlan Le Martelot) : le shérif-adjoint Jordan Parrish (saisons 3 à 6 + The Movie)
- Aaron Hendry (VF : Frédéric Souterelle) : le Nogitsune / Brunski (récurrent saison 3, invité saisons 4 et 6)
- Meagan Tandy (VF : Audrey Sablé (1re voix, saison 3) puis Laura Zichy (2e voix, saisons 4 et 5)) : Braeden (invitée saison 3, récurrente saisons 4 à 5)
- Mieko Hillman (VF : Annabelle Roux) : l'adjointe Tara Graeme
- Maya Eshet (VF : Élise Vigné) : Meredith Walker (invitée saison 3B, récurrente saisons 4 à 5)
- Ivonne Coll (VF : Cathy Cerda) : Araya Calavera (invitée saison 3, récurrente saison 4)

Introduits lors de la quatrième saison :
- Khylin Rhambo (VF : Geoffrey Loval) : Mason Hewitt (saisons 4 à 6 + The Movie)
- Cody Saintgnue (VF : Benjamin Bollen) : Brett Talbot (saisons 4 à 6)
- Steven Brand (VF : Marc Saez) : Dr Valack (invité saison 4, récurrent saison 5)

Introduits lors de la cinquième saison
- Cody Christian (VF : Adrien Larmande) : Theo Raeken (saisons 5 et 6)
- Michael Johnston (VF : Gwenaël Sommier) : Corey Bryant (saisons 5 et 6)
- Benita Robledo (VF : Leslie Lipkins) : Valerie Clarke, la sœur d'Hayden (saison 5, invitée saison 6A)
- Victoria Moroles (en) (VF : Camille Donda) : Hayden Romero (saisons 5 et 6A)
- Marisol Nichols (VF : Sophie Baranes) : Corinne, la mère de Malia / « la Louve du désert »
- Ashton Moio (de) (VF : Arnaud Laurent) : Donovan
- Clayton Froning (VF : David Mandineau) : Schrader (récurrent saison 5, invité saison 6)
- Henry Zaga (VF : Baptiste Mège) : Josh Diaz
- Kelsey Chow (VF : Zina Khakhoulia) : Tracy Stewart
- Michelle Clunie (VF : Brigitte Virtudes) : Mme Finch (saisons 5 et 6)
- Aaron Thornton (VF : Rémi Caillebot) : Adjoint Strauss

Introduits lors de la sixième saison :
- Joey Honsa (VF : Marie-Laure Dougnac) : Claudia Stilinski, la mère de Stiles (invitée saison 5, récurrente saison 6)
- Pete Ploszek (VF : Pascal Grull) : M. Garrett Douglas, le nouveau professeur
- Alisha Boe (VF : Jessica Barrier) : Gwen
- Ross Butler (VF : Erwan Tostain) : Nathan
- Sibongile Mlambo (VF : Marie Giraudon) : Pr Tamora Monroe
- Froy Gutierrez (VF : Maxime Beaudoin) : Nolan Holloway
- Andrew Matarazzo (en) (VF : Tommy Lefort) : Gabe
- Rhenzy Feliz (en) (VF : Tom Boutry) : Aaron / Anuk-ite
- Lucy Loken (VF : Marie Tirmont) : Quinn

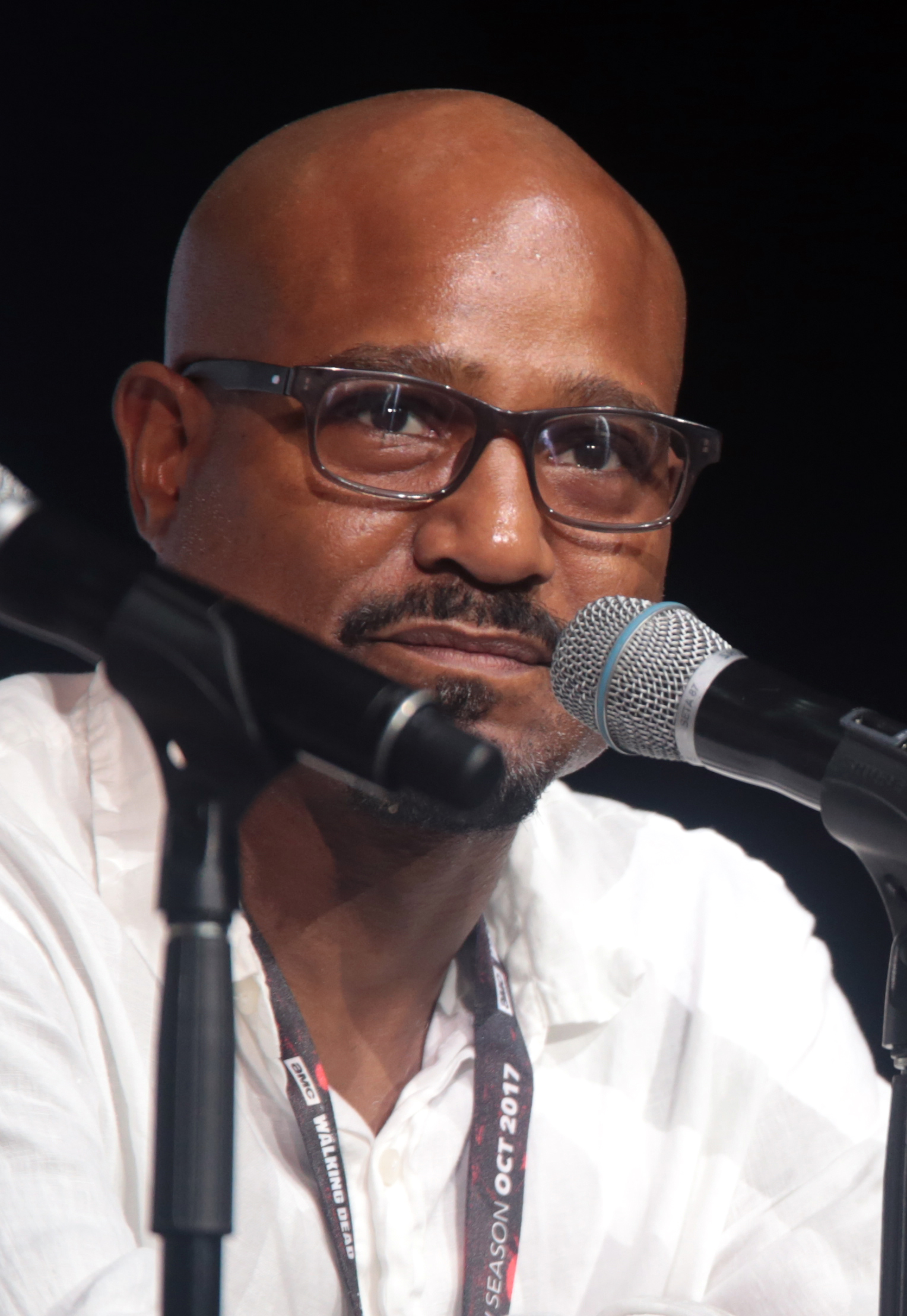
Seth Gilliam interprète Dr. Alan Deaton
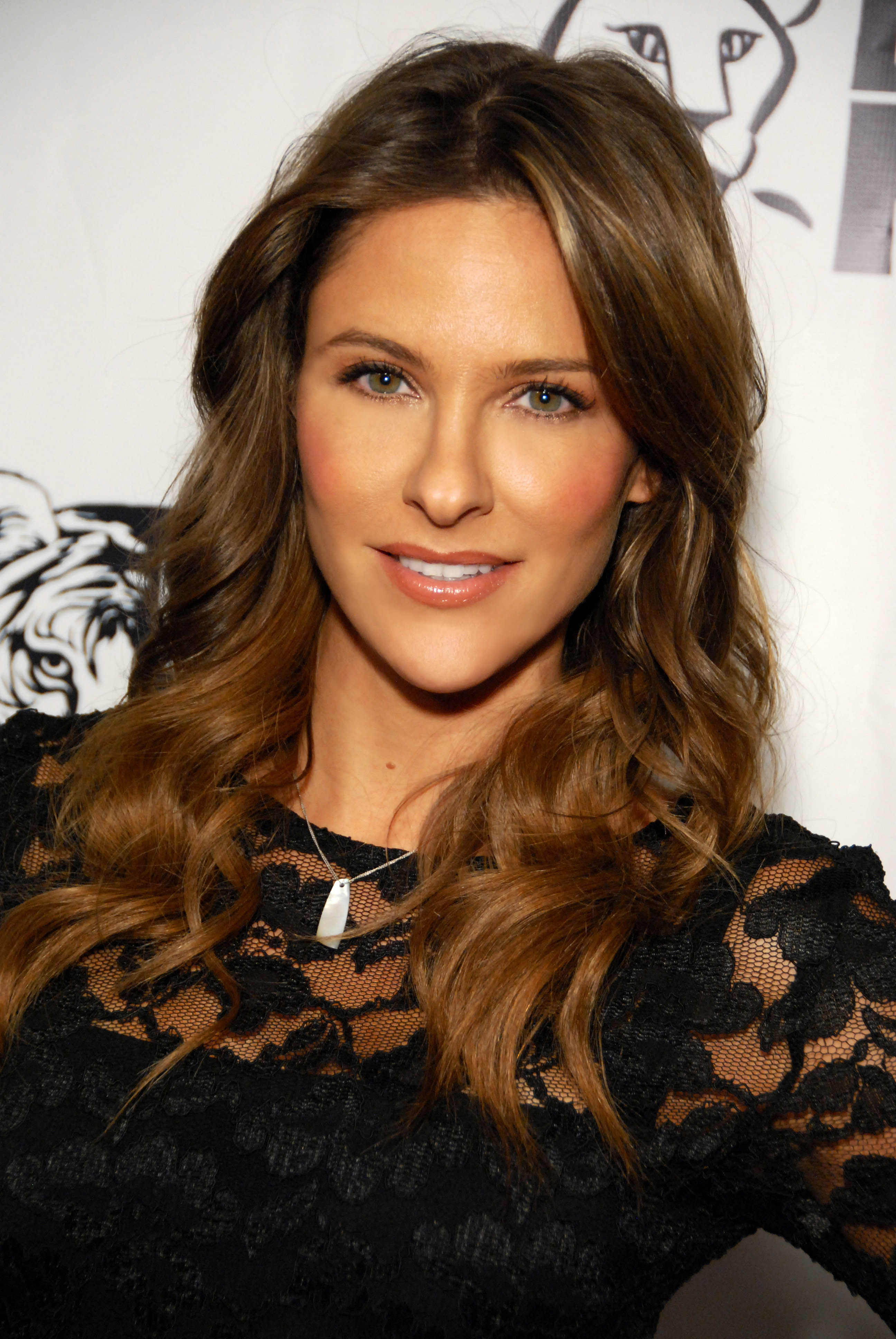
Jill Wagner interprète Katherine « Kate » Argent
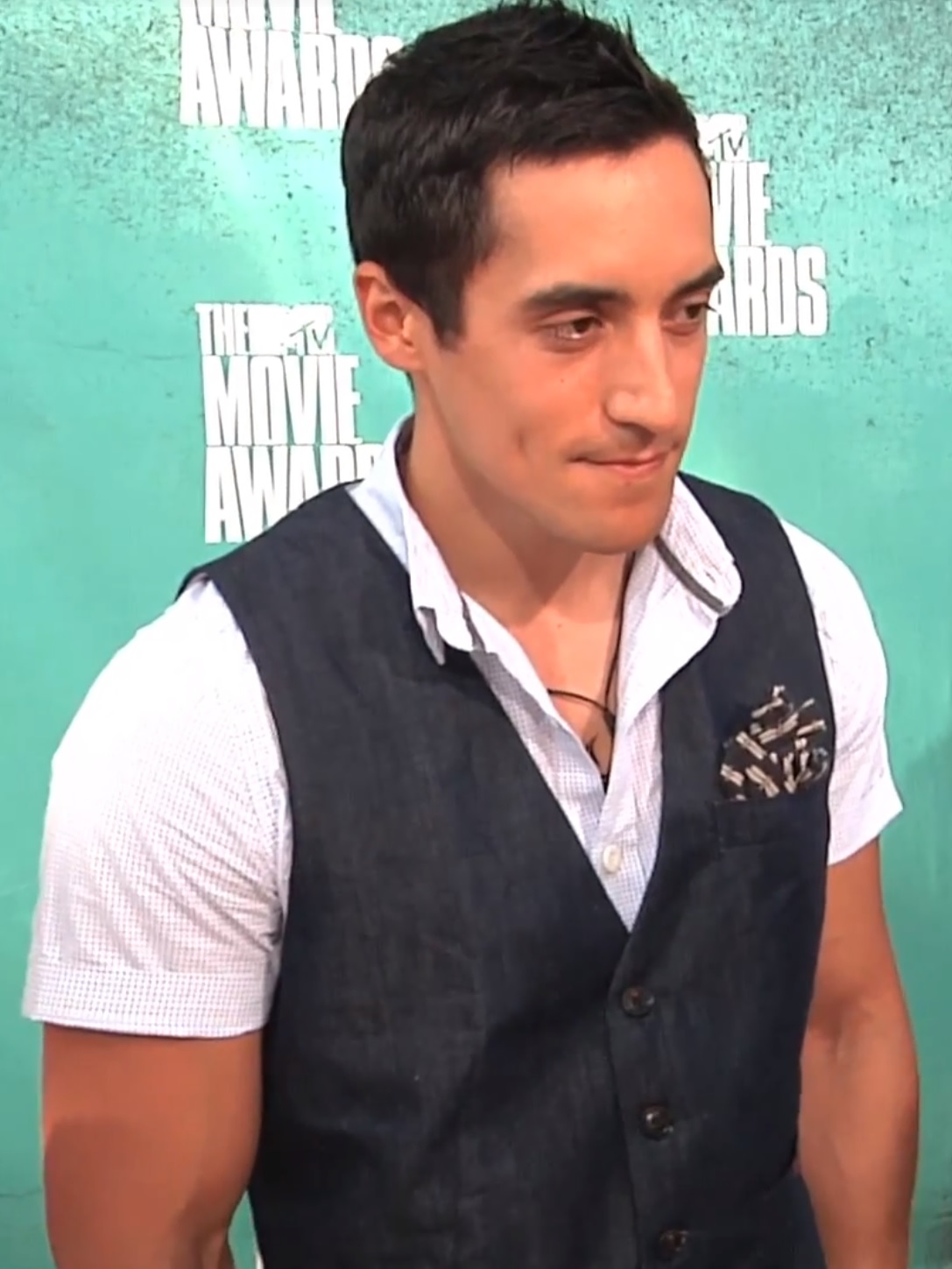
Keahu Kahuanui interprète Danny Mahealani
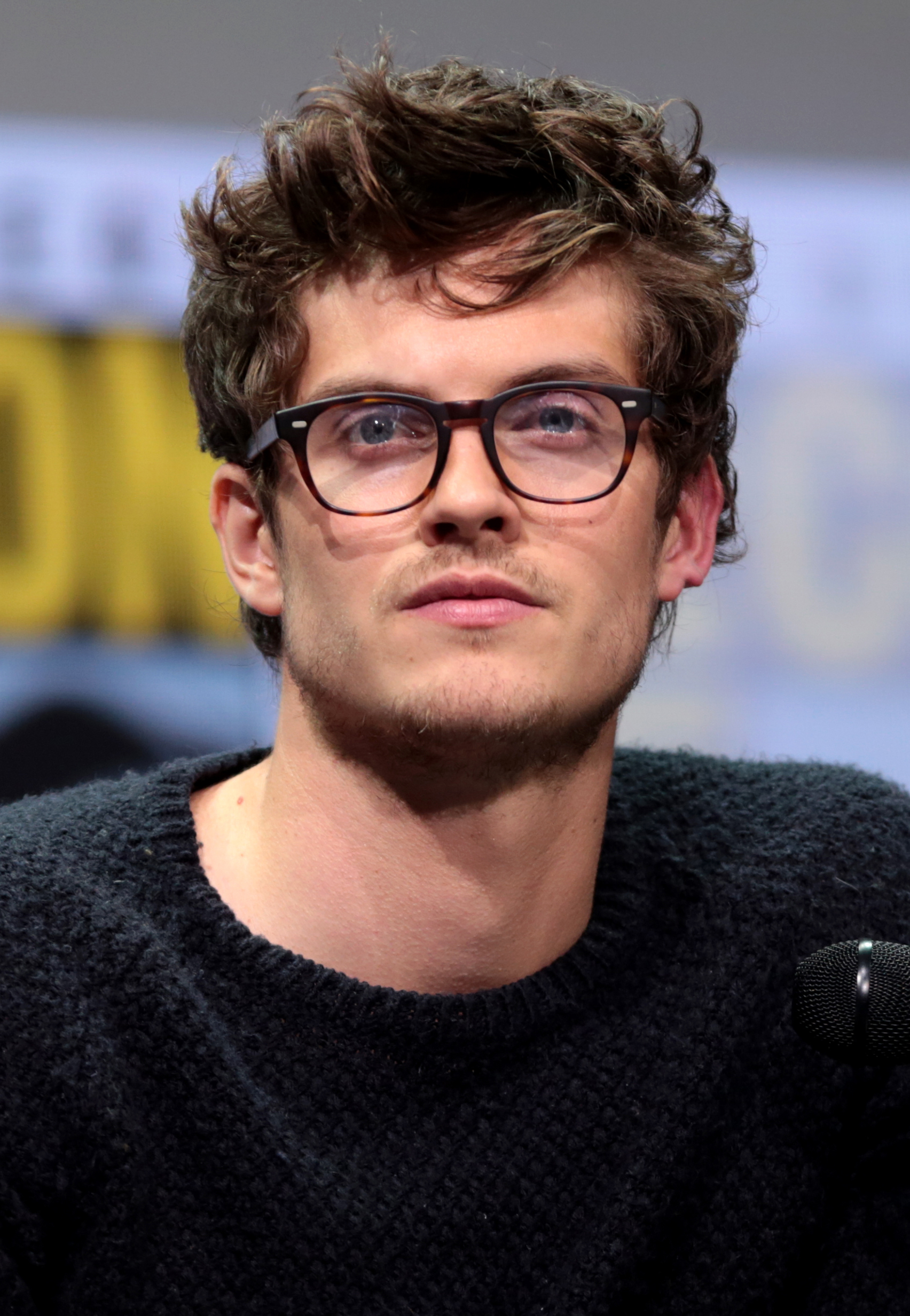
Daniel Sharman interprète Isaac Lahey
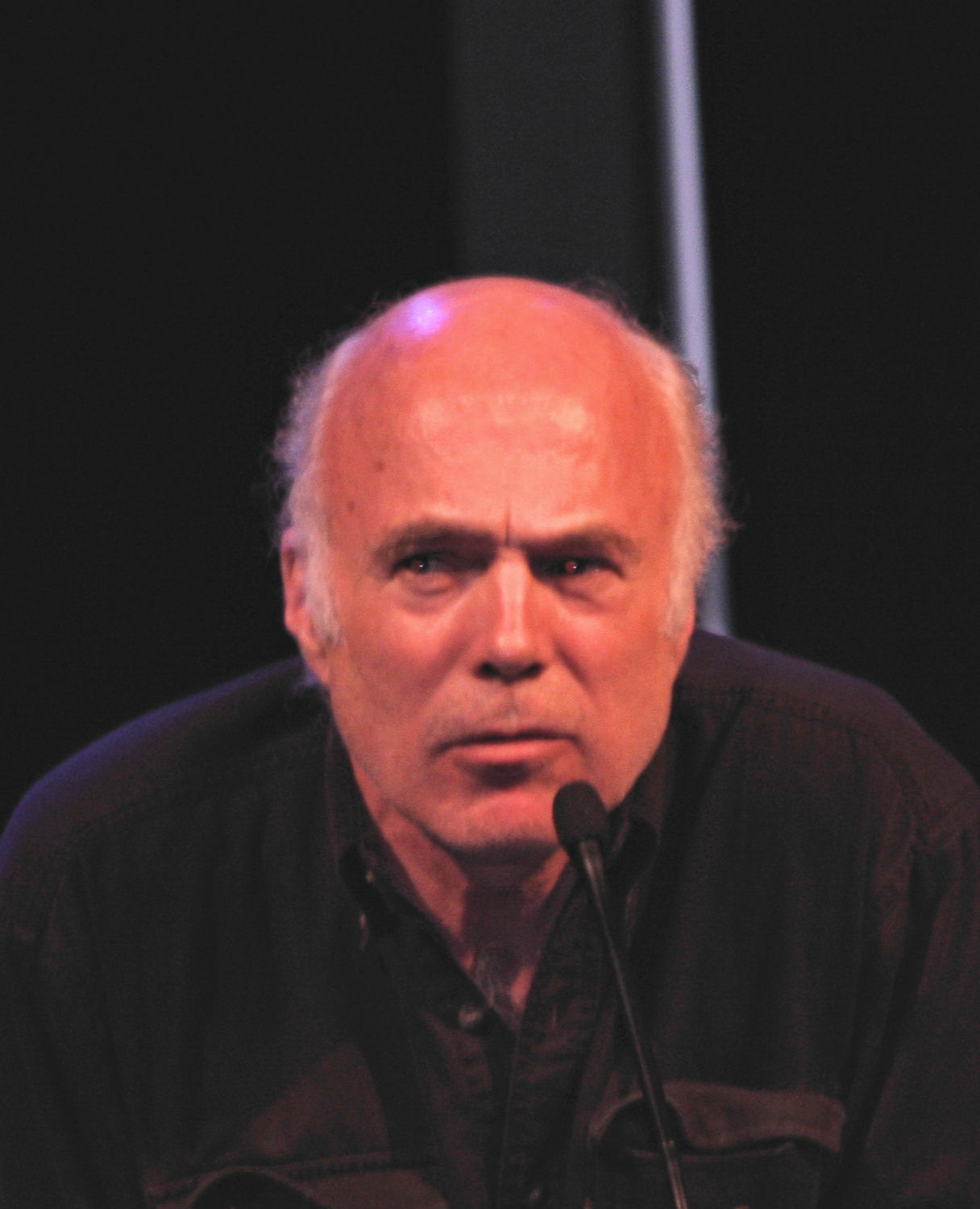
Michael Hogan interprète Gerard Argent
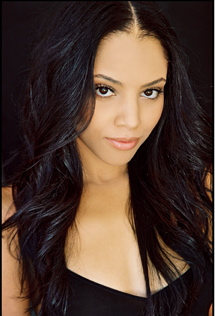
Bianca Lawson interprète Marine Morell
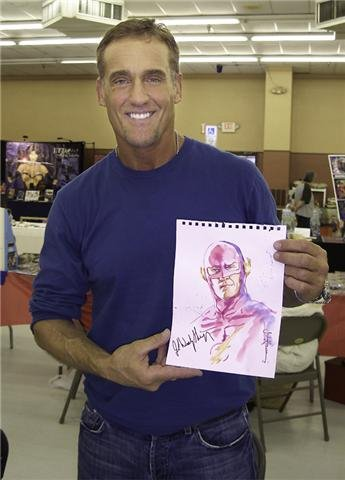
John Wesley Shipp interprète Mr Lahey
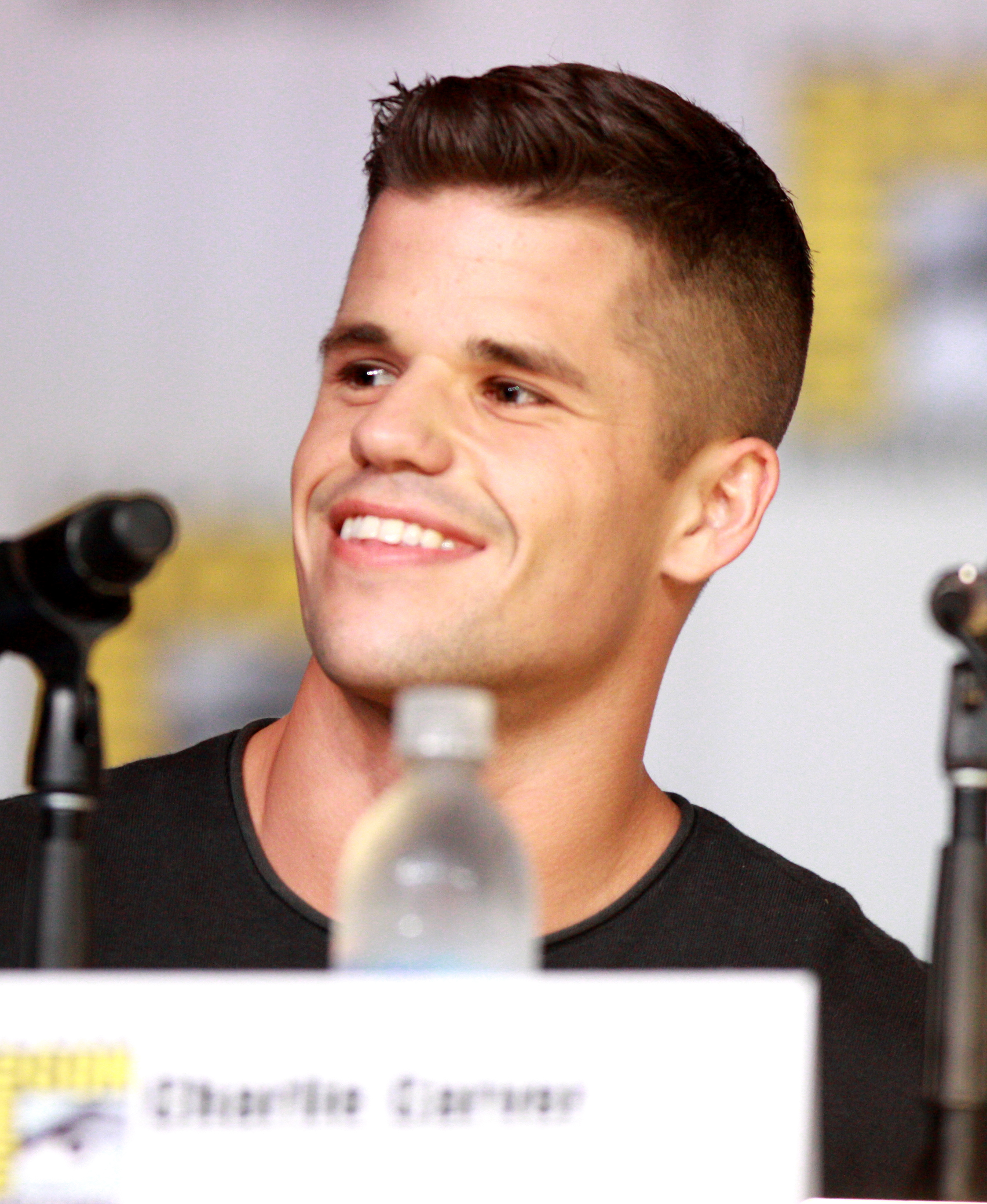
Charlie Carver interprète Ethan
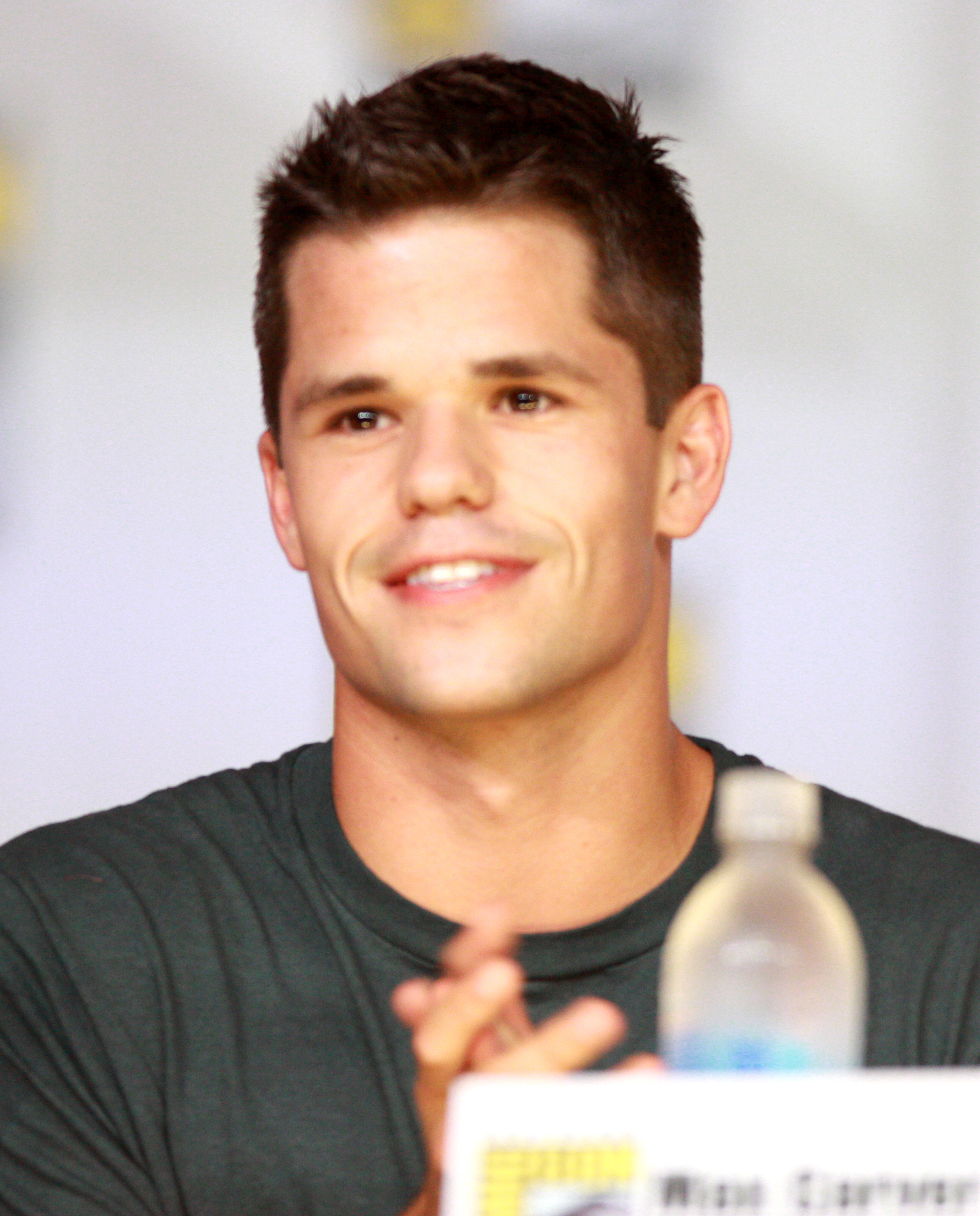
Max Carver interprète Aiden
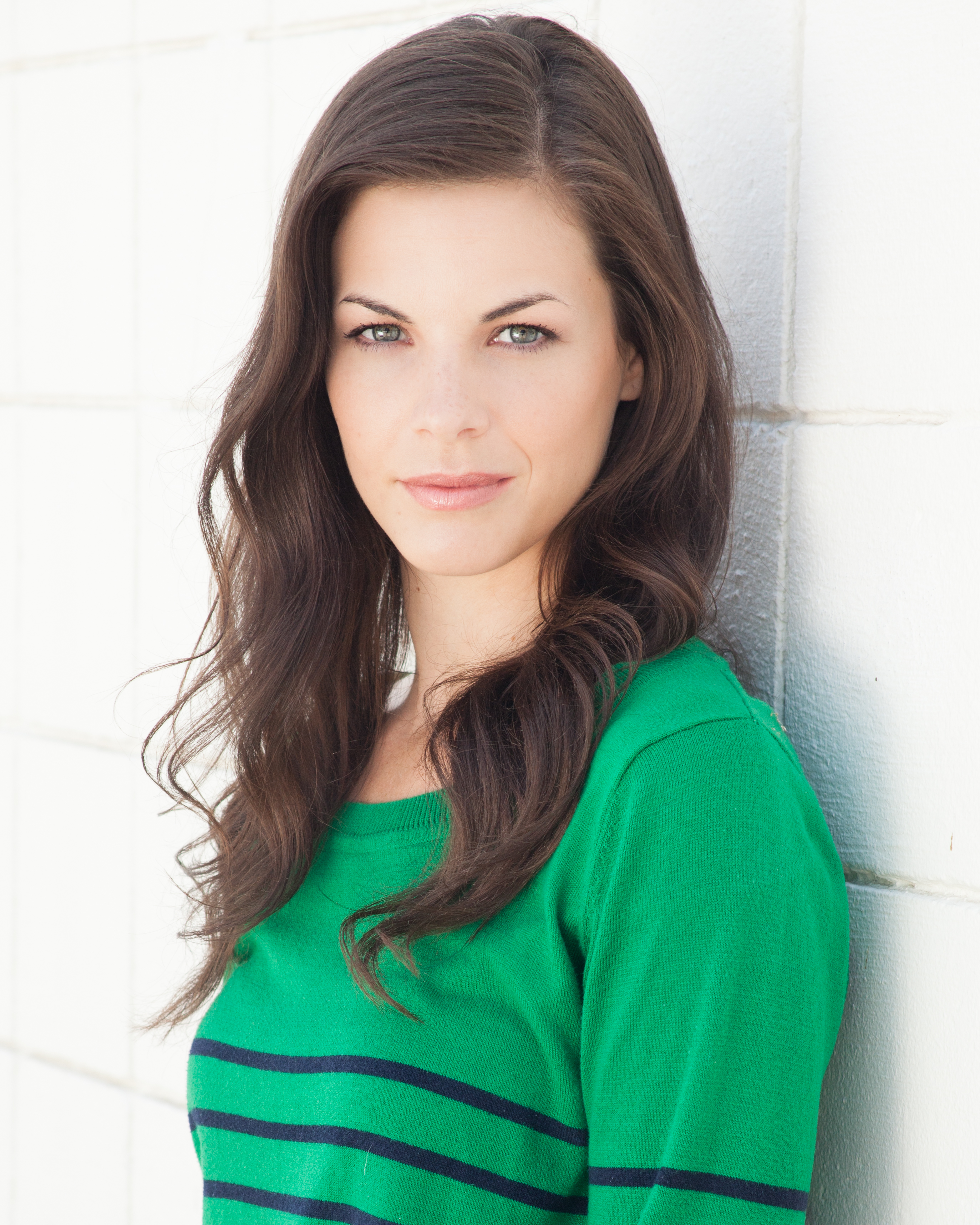
Haley Webb interprète Jennifer Blake
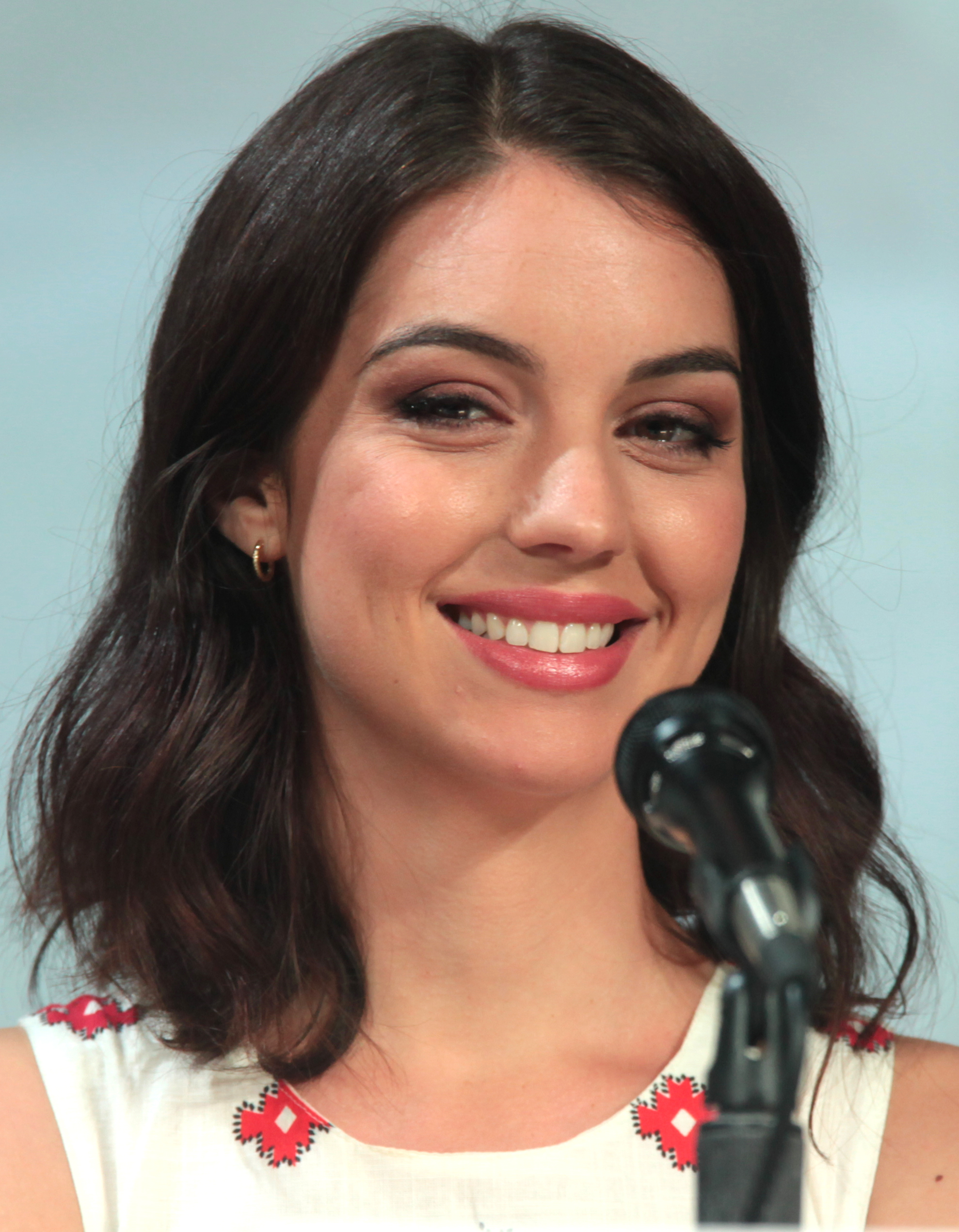
Adelaide Kane interprète Cora Hale
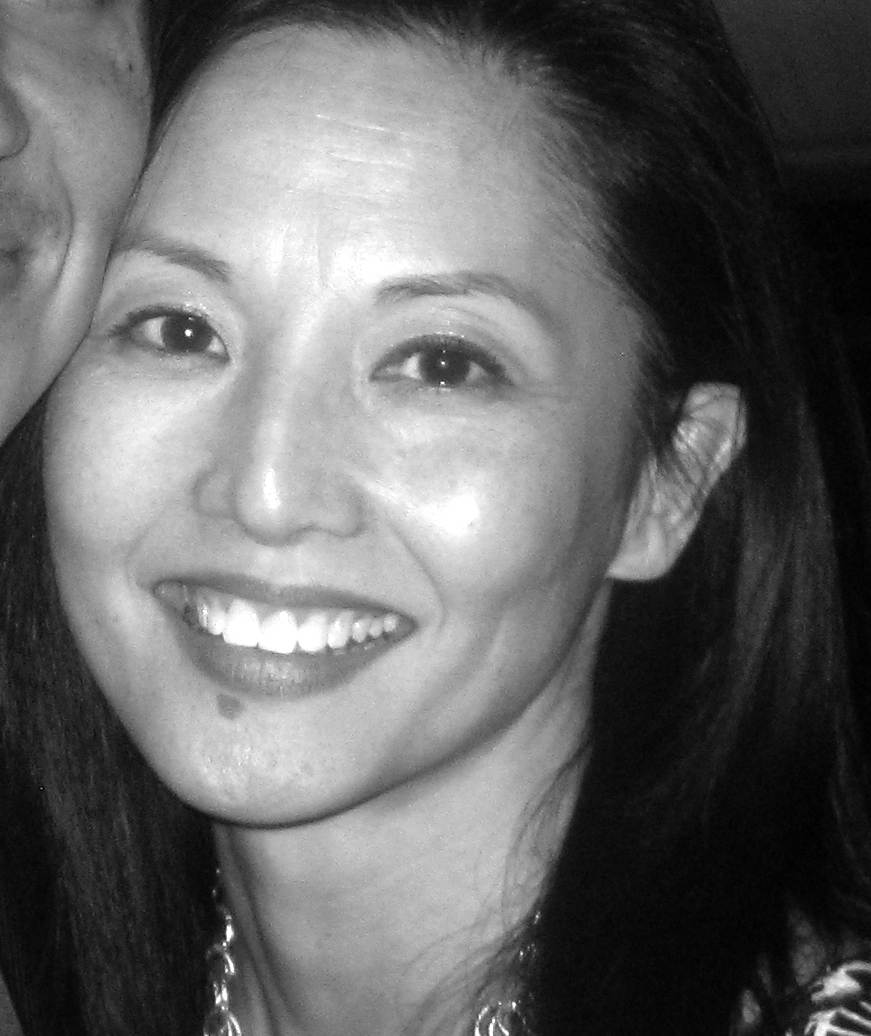
Tamlyn Tomita interprète Noshiko Yukimura
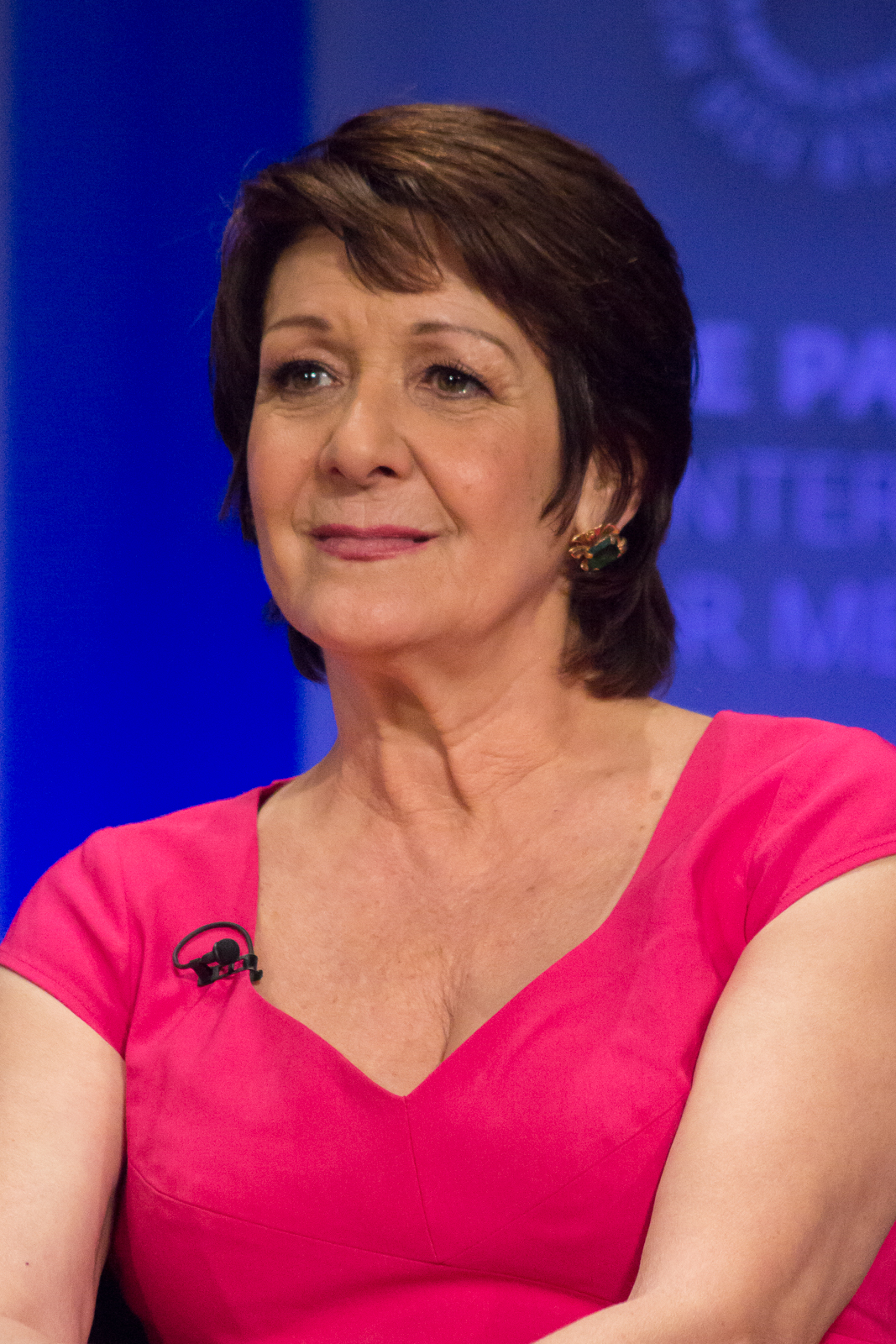
Ivonne Coll interprète Araya Calavera
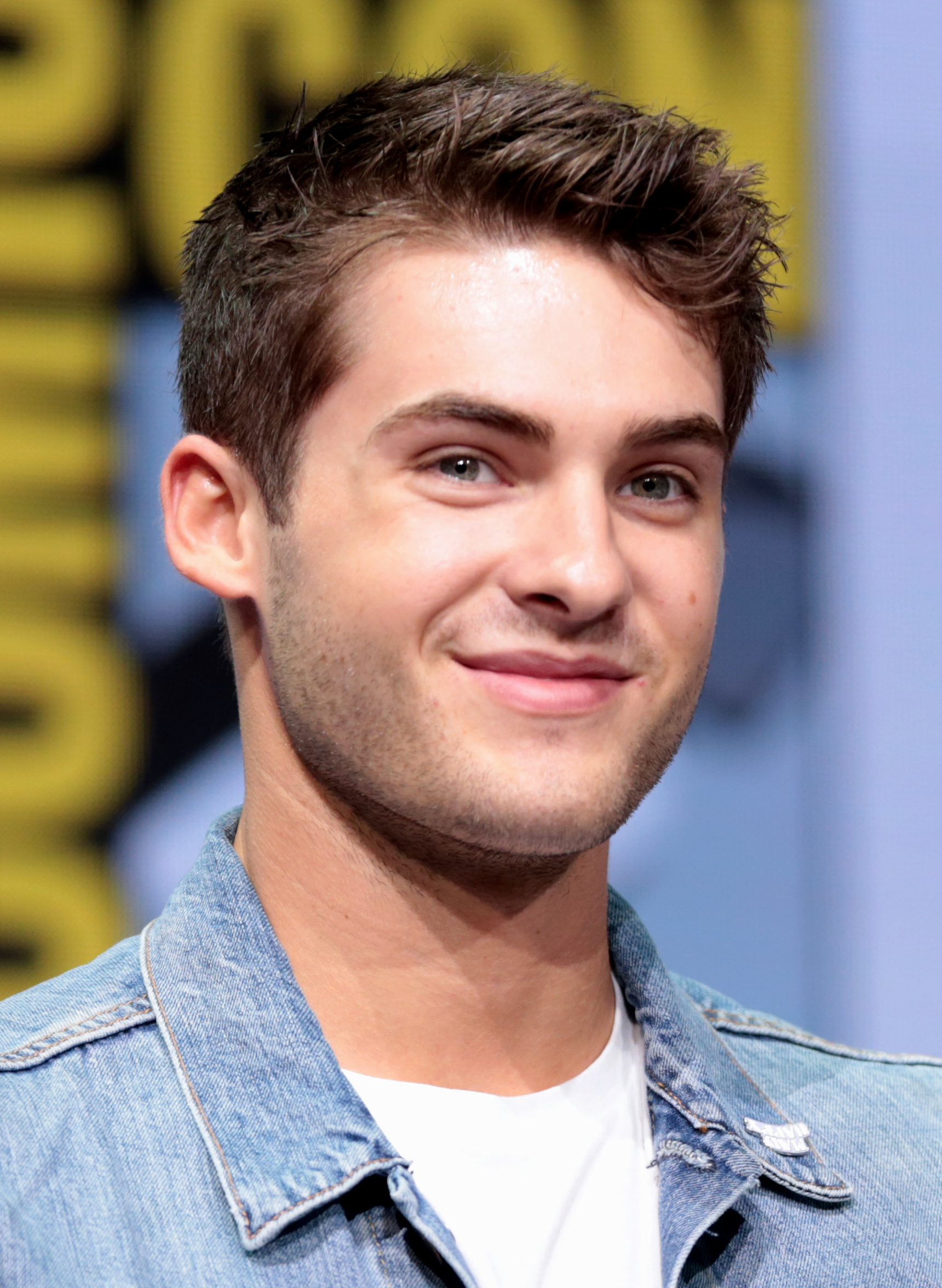
Cody Christian interprète Theo Raeken
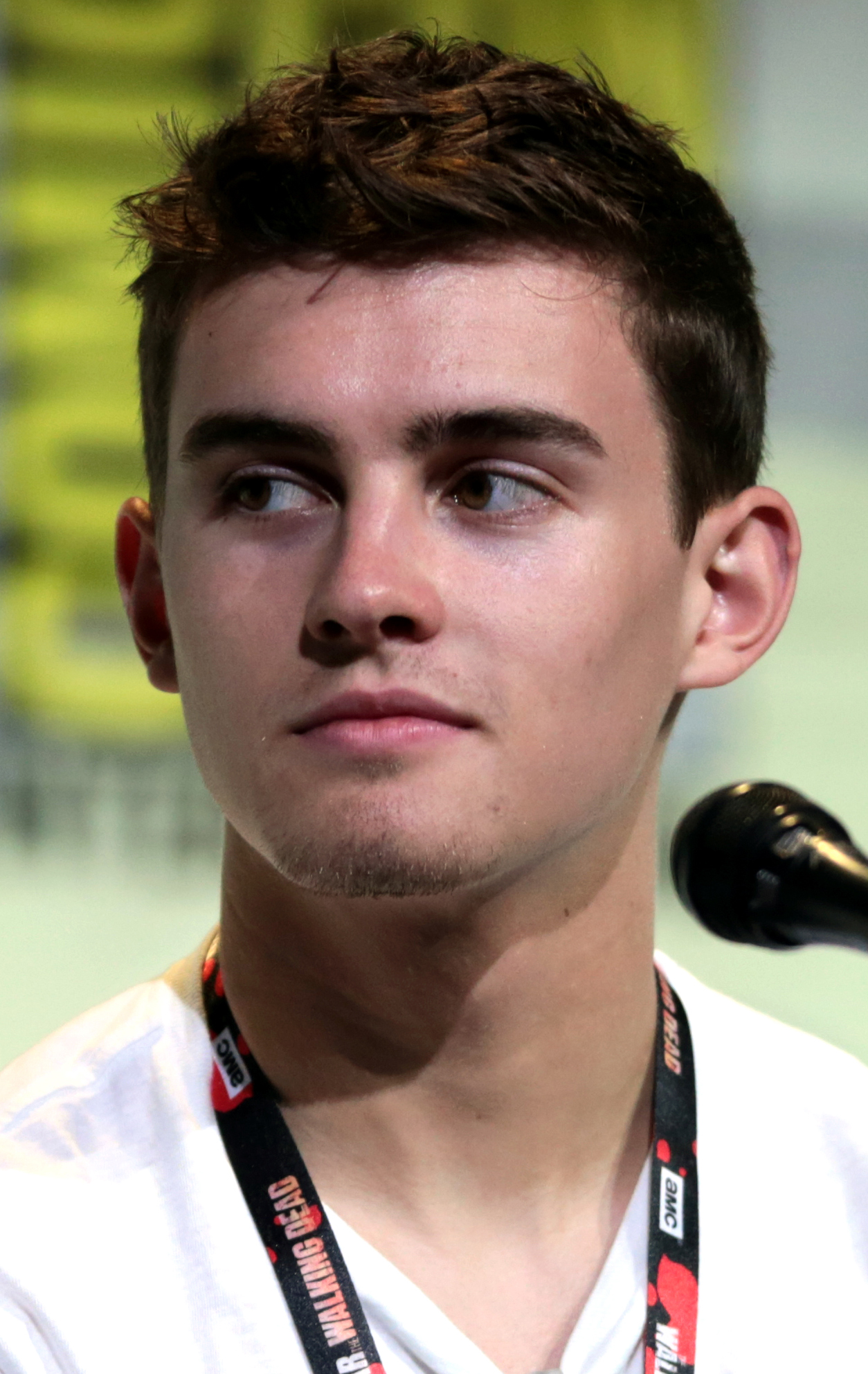
Michael Johnston interprète Corey Bryant
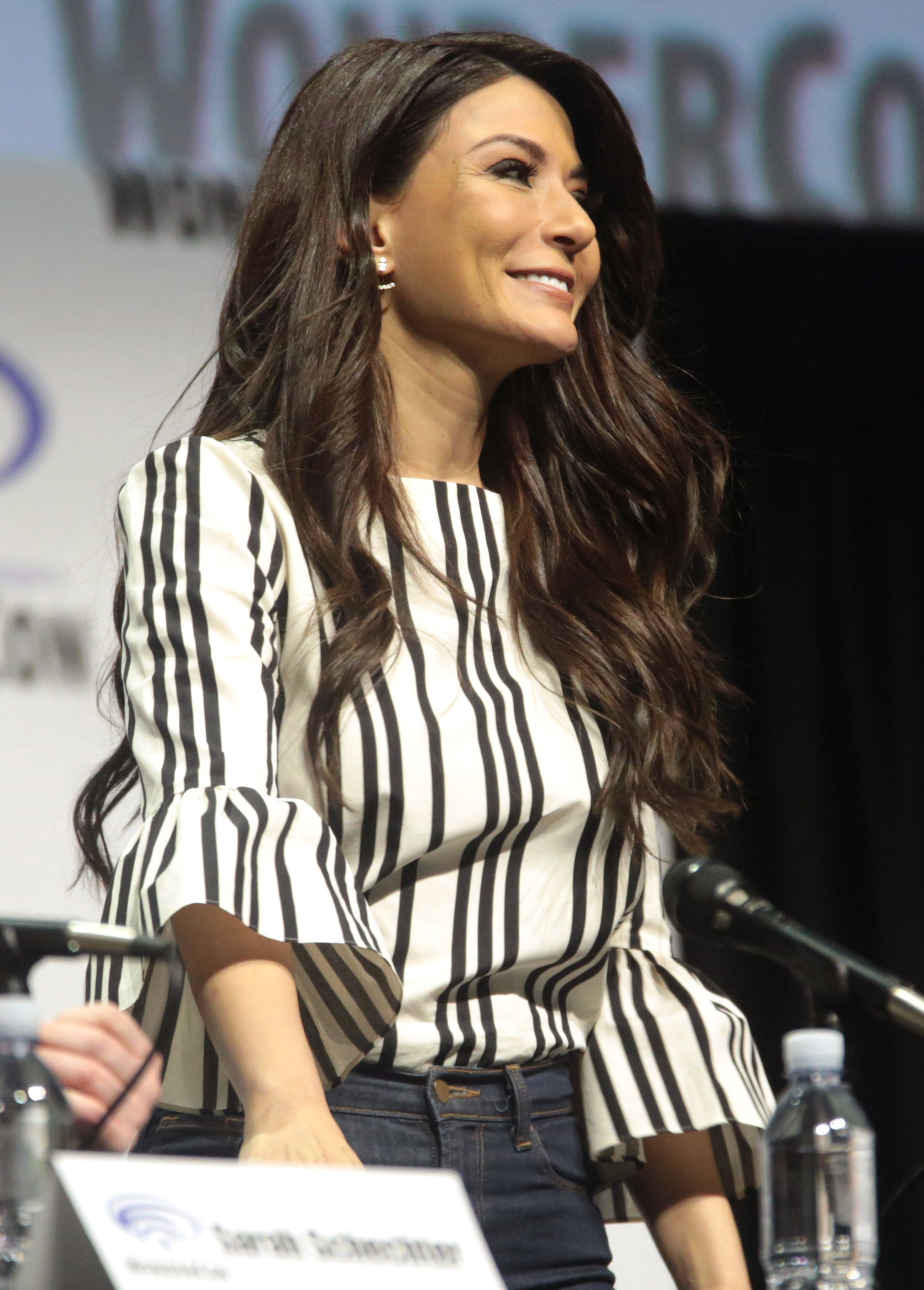
Marisol Nichols interprète Corinne, la louve du désert
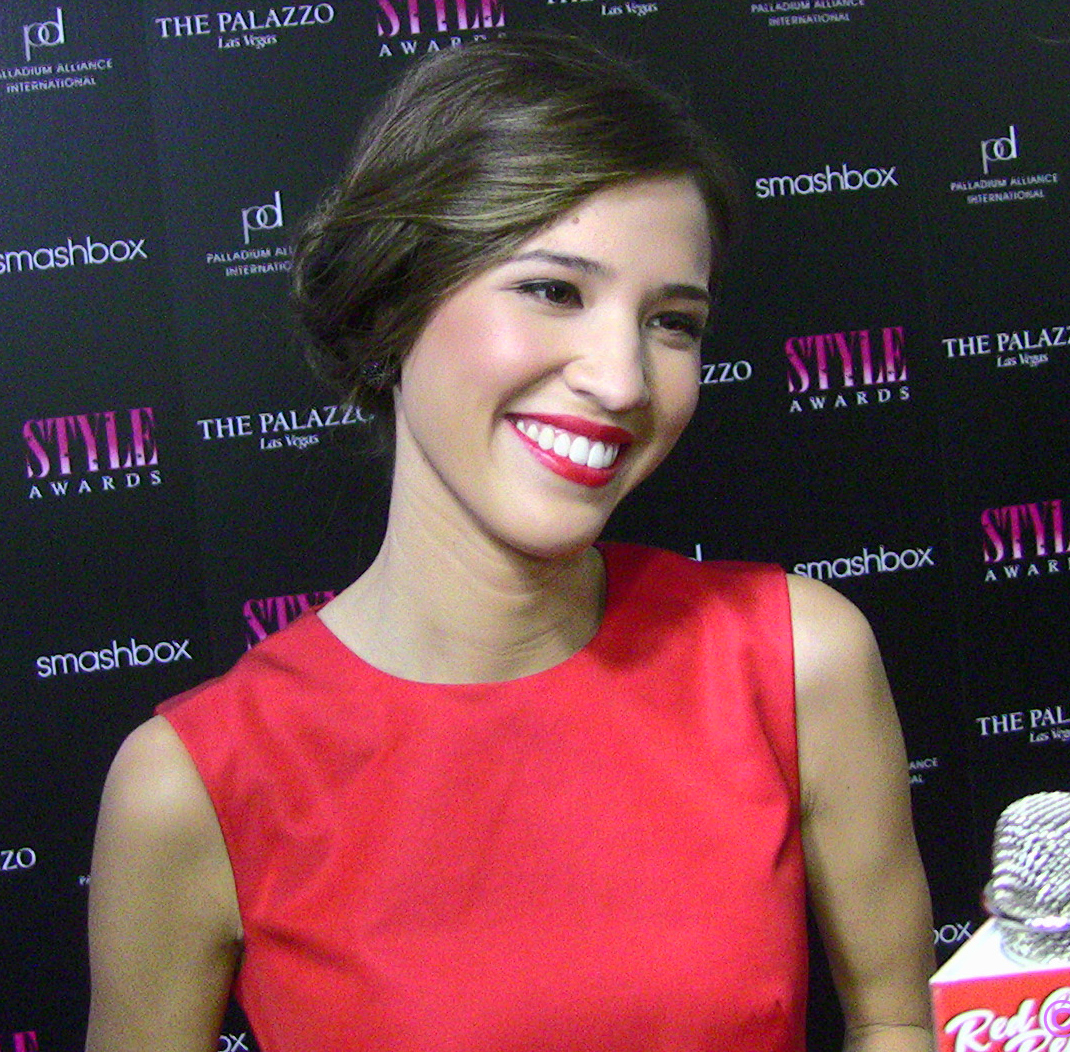
Kelsey Chow interprète Tracy Stewart
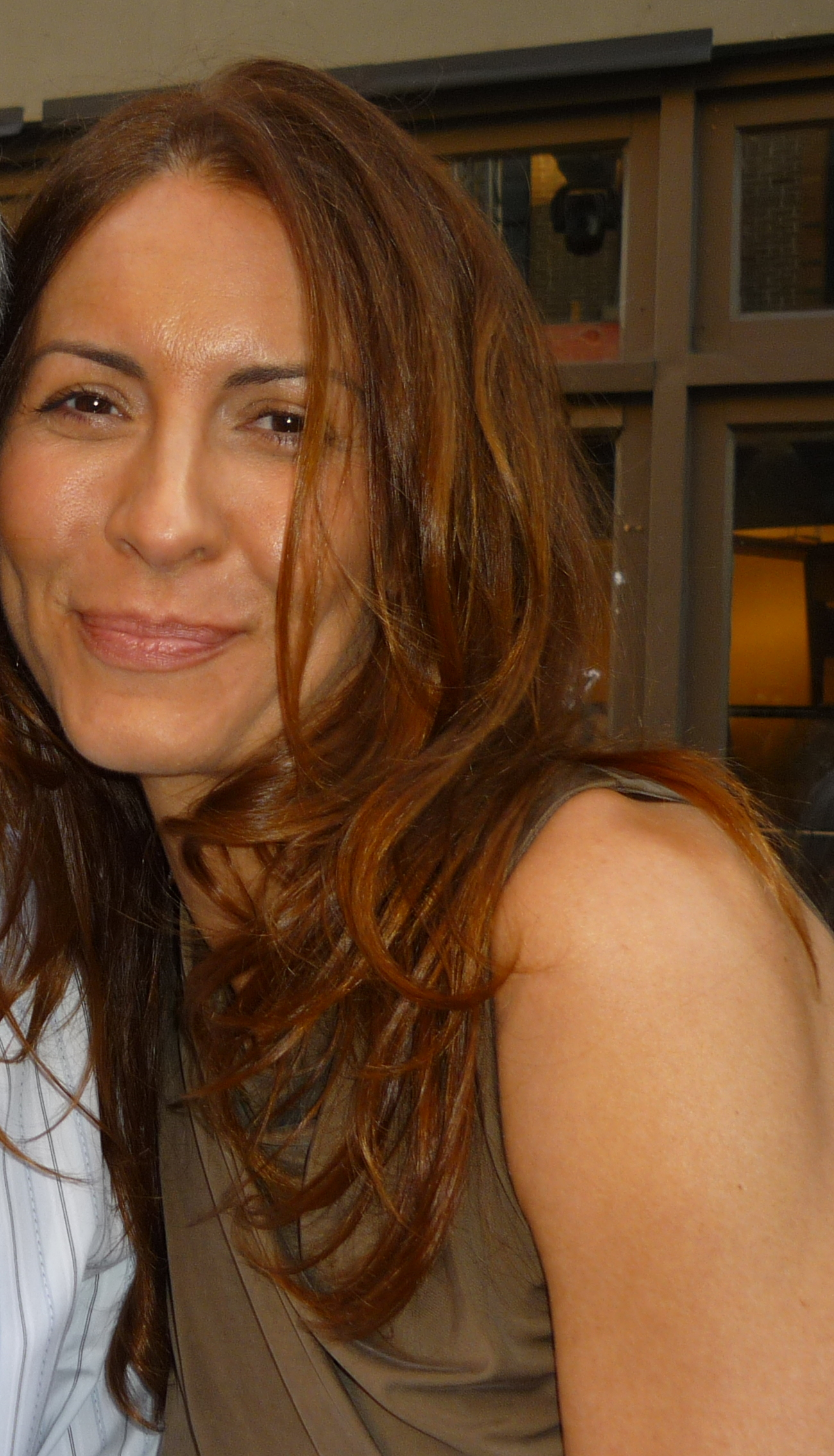
Michelle Clunie interprète Mme Finch
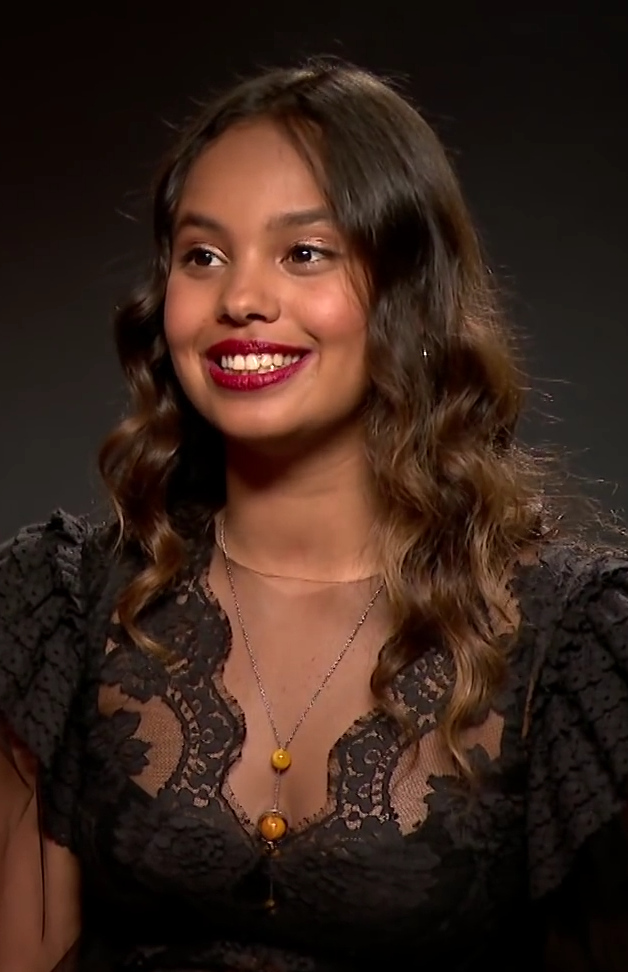
Alisha Boe interprète Gwen

Version française
- - Société de doublage : Mediadub International[7],[8]
  - Direction artistique : Franck Louis[8]
  - Adaptation des dialogues : Marie-Agnès Desplaces, Amandine Joyaux et Sébastien Michel

 Source et légende : version française (VF) sur RS Doublage et Doublage Séries Database

## Production

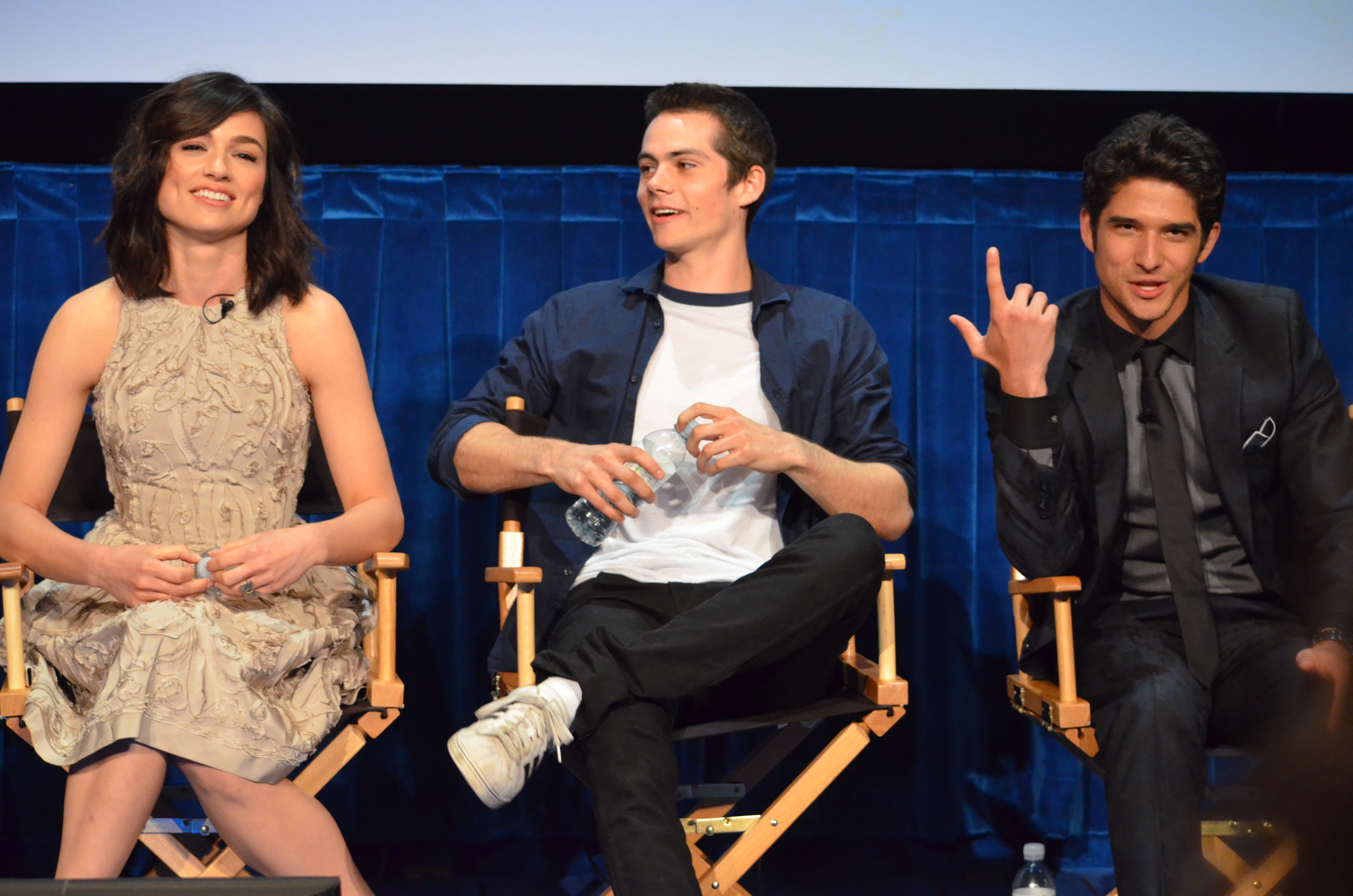
Les acteurs Crystal Reed, Dylan O'Brien et Tyler Posey en 2012.

### Développement
En octobre 2003, la chaîne américaine UPN décide d'adapter le film Teen Wolf en série télévisée. Toutefois, le projet n'a pas pu voir le jour.
En juin 2009, MTV annonce à nouveau une adaptation du film Teen Wolf en une nouvelle série télévisée « mettant l'accent sur l'histoire d'amour, l'horreur et le mythe du loup-garou ». Il s'agit de la deuxième adaptation du film pour la télévision : une version animée fut diffusée entre 1986 et 1987 aux États-Unis sur CBS. Le réalisateur australien Russell Mulcahy a réalisé l'épisode pilote. Cette nouvelle adaptation du film Teen Wolf (1985) de Michael J. Fox a été une idée du créateur et producteur exécutif Jeff Davis. Il voulait en faire une version plus sombre, plus sexy et plus angoissante que l'original. Son désir était de faire un thriller avec des accents de comédie et un ton semblable à Génération perdue. Une fois le projet lancé, Jeff Davis a enrôlé Russell Mulcahy qui a ajouté de l'horreur au projet. D'après Davis, tout a commencé avec l'idée de rendre un hommage à Stand by Me, où au début, deux garçons sortent chercher un corps dans les bois et ce n'étaient pas vraiment ce à quoi ils s'attendaient. Pour l'aspect du loup-garou, ils se sont orientés vers quelque chose d'un peu plus Le Labyrinthe de Pan. Les créatures de Guillermo del Toro ont été une inspiration, les décrivant comme magnifiques, élégantes et effrayantes à la fois.
Le 19 mai 2010, satisfait du pilote, douze épisodes de la série ont été commandés.
Le 13 juillet 2011, la série a été renouvelée pour une deuxième saison de douze épisodes.
Le 12 juillet 2012, la série a été renouvelée pour une troisième saison de vingt-quatre épisodes.
Le 12 octobre 2013, la série a été renouvelée pour une quatrième saison composée de douze épisodes annoncés lors du Comic-Con de New York.
Le 24 juillet 2014, Jeff Davis a annoncé, lors du Comic Com de San Diego le renouvellement de la série pour une cinquième saison composée de vingt épisodes.
Le 9 juillet 2015, Jeff Davis a annoncé, lors du Comic Con de San Diego, le renouvellement de la série pour une sixième saison de vingt épisodes.
Le 9 mars 2016, un teaser de la sixième saison est dévoilé par la chaîne américaine. Il est aussi révélé que l'intérêt commun que se portent les personnages Stiles et Lydia deviendra un point central de la saison.
Le 21 juillet 2016, lors du Comic Con de San Diego, Jeff Davis a annoncé la sixième saison comme étant la dernière de la série, soit après 100 épisodes. Un nouveau trailer est aussi dévoilé.
Le 19 juillet 2017, le président de la chaîne MTV Chris McCarthy a annoncé que lui et Jeff Davis sont tous les deux en discussion pour relancer Teen Wolf dans quelques années avec de nouveaux acteurs et une nouvelle histoire. Il s'agirait donc d'un reboot de la série. Tyler Posey s'est montré intéressé par l'idée de rejoindre le projet, tout comme Cody Christian et Dylan O'Brien .
Le 24 septembre 2021, la plateforme Paramount+a officialisé la commande d'une suite de la série qui prendra la forme d'un film, Teen Wolf: The Movie

### Distribution des rôles
À la mi-décembre 2009, Tyler Posey (Scott McCall), Crystal Reed (Allison Argent), Tyler Hoechlin (Derek Hale), Dylan O'Brien (Stiles Stilinski) décrochent les rôles principaux. Plus tard, l'ajout des rôles principaux de Holland Roden (Lydia Martin) et Colton Haynes (Jackson Whittemore) ont été annoncés.
À la fin de la deuxième saison, Colton Haynes, a décidé de quitter la série. Au cours de la troisième saison, deux nouveaux acteurs, les jumeaux Charlie et Max Carver (vus dans Desperate Housewives) sont annoncés pour incarner les loups-garous Ethan et Aiden de la meute alpha. À la fin de cette même saison, l'actrice Crystal Reed (Allison Argent) décide de quitter la série.
Les actrices Arden Cho et Shelley Hennig ont obtenu le statut d'actrice principale lors de la quatrième saison.
En août 2014, Dylan Sprayberry a obtenu le statut d'acteur principal lors de la cinquième saison.
En mars 2015, il est annoncé que Tyler Hoechlin quitte la série.
En janvier 2016, Crystal Reed est annoncée pour faire son retour dans la série le temps d'un épisode de la cinquième saison mais avec un autre rôle, Marie-Jeanne Valet, ancêtre de la famille Argent.
En mars 2016, Pete Ploszek a obtenu le rôle récurrent du nouveau professeur Garrett Douglas lors de la sixième saison.
En avril 2016, Cody Christian (Theo Raeken) a annoncé que son personnage n'est pas mort et qu'il pourrait revenir lors de la sixième saison et dans le même temps l'actrice Arden Cho (Kira Yukimara), qui a interprété pendant trois ans et demi le personnage, a annoncé qu'elle quittait la série et qu'elle ne reviendrait pas lors de cette même saison. Le même mois, Alisha Boe a obtenu le rôle récurrent de Gwen, Joey Honsa (Claudia Stilinski, la mère de Stiles) apparue dans la cinquième saison, reprendra son rôle le temps d'un épisode avec Gabrielle Elyse et Ross Butler obtient le rôle récurrent de Nathan lors de cette même saison,.
En juillet 2016, Cody Christian est confirmé pour faire son retour lors de cette saison ainsi que Ian Bohen.
En octobre 2016, John Posey a été confirmé pour reprendre son rôle du Dr Conrad Fenris lors de la deuxième partie de la sixième saison et Sibo Mlambo a obtenu le rôle récurrent de Tamora Monroe, une professeur des sciences humaines et conseillère d'orientation du lycée, lors de cette même saison.
En novembre 2016, il est révélé que les acteurs Linden Ashby, Melissa Ponzio et JR Bourne auront le statut d'acteur principal lors de la sixième saison.
En juillet 2017, MTV dévoile le trailer de la saison révélant les retours de Colton Haynes, Michael Hogan, Gideon Emery, Tyler Hoechlin, Cody Saintgnue, Charles Carver, Jill Wagner, Matthew Del Negro et Dylan O'Brien. Le même mois, Jeff Davis déclare dans une interview que les acteurs Crystal Reed, Arden Cho, Victoria Moroles et Daniel Sharman ne seront pas de retour lors de ces ultimes épisodes.
En février 2022 , Paramount + a révélé que les acteurs principaux Tyler Posey, Holland Roden, Crystal Reed, Shelley Hennig, Colton Haynes et  Dylan Sprayberry reprendraient leurs rôles respectifs dans le film Teen Wolf. Plus tard, il  est annoncé que les acteurs principaux Dylan O'Brien, Arden Cho et Cody Christian ne reprendraient pas leurs rôles dans Teen Wolf : The Movie prévu le 26 janvier 2023 sur Paramount+.
En mai 2022 , Paramount + a révélé que Tyler Hoechlin reprendrait son rôle de Derek Hale dans le film.

### Tournage
Le tournage de la première saison a débuté en octobre 2010 à Atlanta, en Géorgie aux États-Unis.
Le tournage de la deuxième saison s'est déroulé de début décembre 2011 jusqu'à la fin avril 2012 à Atlanta.
Le tournage de la première partie de la troisième saison s'est déroulé du 2 décembre 2012 au 5 mai 2013 et celui de la deuxième partie du 29 juillet 2013 au 19 décembre 2013. Pour cette saison, le tournage a été délocalisé à Los Angeles, pour raisons budgétaires, le coût du tournage étant moins onéreux en Californie.
Le tournage de la quatrième saison s'est déroulé de février 2014 jusqu'en juillet 2014 aux États-Unis.[réf. nécessaire]
Le tournage de la première partie de la cinquième saison s'est déroulé du 9 février 2015 au 29 mai 2015 et celui de la deuxième partie du 24 août 2015 au 18 décembre 2015 aux États-Unis.[réf. nécessaire]
Le tournage de la première partie de la sixième saison s'est déroulé du 22 février 2016 jusqu'en juin 2016 aux États-Unis. Cependant, début mars 2016, Dylan O'Brien est victime d'un accident sur le tournage du film Le Labyrinthe : Le Remède mortel et n'a pas pu être là pour le reste du tournage de la partie de cette saison. Cependant, il a été confirmé qu'il sera bien présent lors de cette même saison mais il devra filmer ses scènes plus tard. Le tournage de la deuxième partie de la sixième saison a débuté le 3 octobre 2016[réf. nécessaire] et s'est achevé le 13 mars 2017.[réf. nécessaire] Quant à Dylan O'Brien, il est revenu entretemps du 12 au 22 décembre 2016 pour tourner dans l'épisode 10[réf. nécessaire] puis est revenu en janvier et février 2017 pour apparaître dans au moins trois épisodes de la deuxième partie de la sixième saison[réf. nécessaire].
Le tournage de Teen Wolf : The Movie a commencé du 21 mars 2022 à Los Angeles au  17 mai 2022 à Atlanta, en Géorgie aux États-Unis.

### Fiche technique

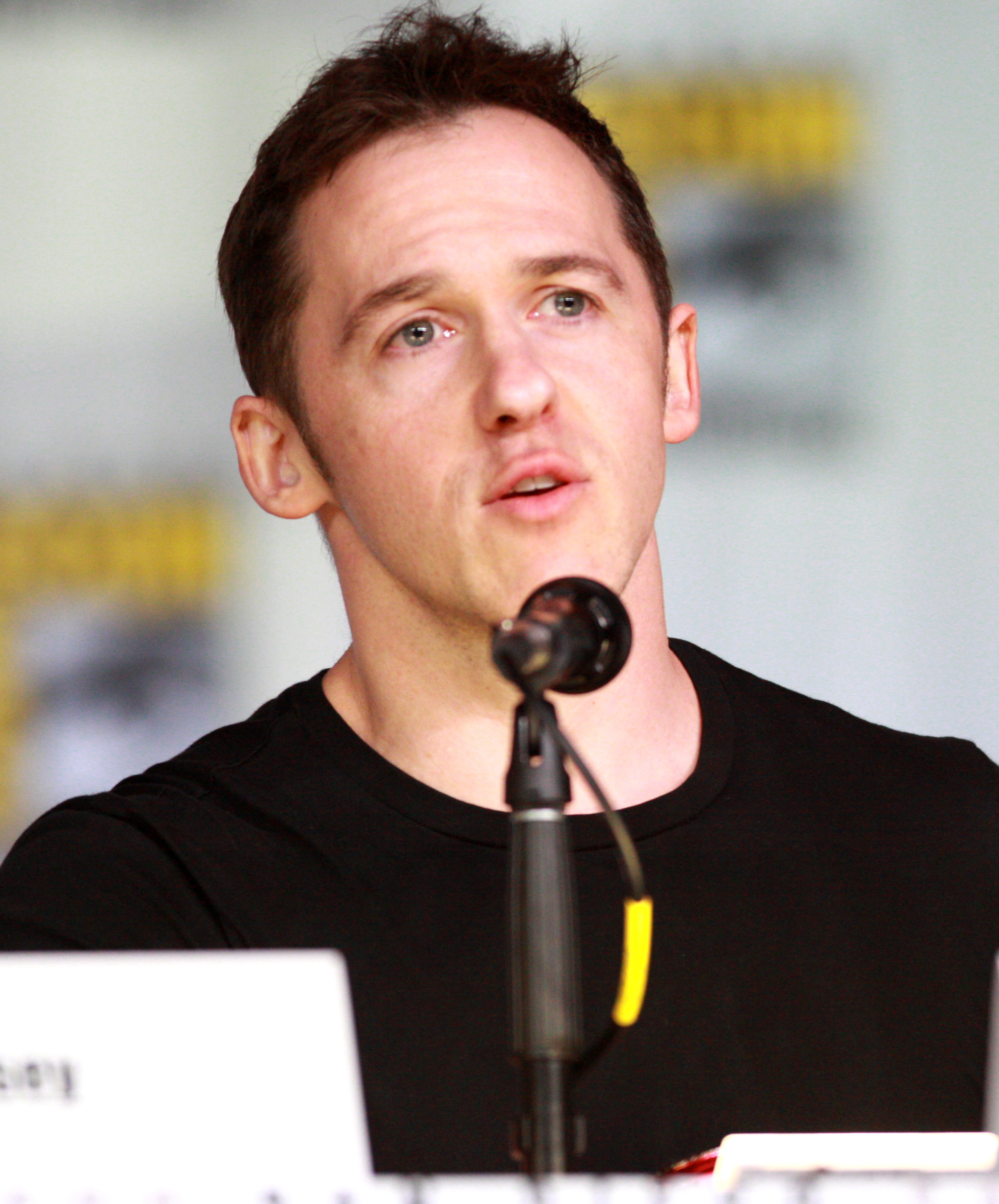
Jeff Davis créateur et scénariste de Teen Wolf.

- Titre original et français : Teen Wolf
- Création : Jeff Davis
- Réalisation : Tim Andrew, Russell Mulcahy et Toby Wilkins
- Scénario : Jeff Davis, Monica Macer, Jeff Vlaming, Daniel Sincalir, Nick Antosca (en) et Ned Vizzini
- Direction artistique : Gentry L. Akens II, Tudor Boloni et Justin O'Neal Miller
- Décors : John D. Kretschmer et Ina Mayhew
- Costumes : Jeannette Guillermo et Billy Ray McKenna
- Photographie : Jonathan Hall
- Montage : Edward R. Abroms, Alyssa Clark, Jeff Seibenick et Colby Parker Jr.
- Musique : Dino Meneghin
- Casting : Wendy O'Brien
- Production : Joseph P. Genier ; Tim Andrew (superviseur) ; Brian Zeilinger (consultant) ; Monica Mader (coproduction)
  - Production exécutive : Jeff Davis, Russell Mulcahy, Marty Adelstein, Tony DiSanto, René Echevarria, Liz Gateley
- Sociétés de production : MTV Viacom, Paramount Pictures
- Sociétés de distribution (télévision) : Music Television (États-Unis)
- Pays d'origine :  États-Unis
- Langue originale : anglais
- Format : couleur - 35 mm - 1,78:1 - son Dolby Digital
- Système de caméras : Arri Alexa
- Genre : fantastique, drame
- Durée : 41 minutes
- Public : déconseillé aux moins de 12 ans (en France)

 Sauf indication contraire, les informations mentionnées dans cette section peuvent être confirmées par la base de données cinématographiques IMDb,  présente dans la section « Liens externes ».

### Différences et similarités avec le film
Les points communs entre le film de 1985 et la version de MTV sont minimes, en tant qu'adaptation à proprement parler :
- Le personnage de la série et du film original est un adolescent maladroit typique, joueur dans une équipe de sport collectif. Il se prénomme Scott et doit jongler entre sa vie de lycéen et celle de loup-garou.
- Dans les deux versions, Scott est accompagné par son meilleur ami prénommé Stiles.
- Les deux Scott bénéficient des avantages de la célébrité de loup-garou, de la confiance et de l'acceptation de leurs proches grâce à ses pouvoirs nouvellement découverts[53].
- De plus, la série emprunte au film le fait que les gens savent grossièrement ce qu'est un loup-garou[54].

Les différences, elles, sont nombreuses :
- La version de MTV a une tonalité plutôt sombre et dramatique, alors que le film de 1985 était une comédie.
- Lors de la promotion avant la diffusion de la série, le producteur dit avoir été influencé par le lycée dramatique de Buffy contre les vampires de Joss Whedon. Le principe central de Joss Whedon était « un lycée en tant que film d'horreur. Ainsi la métaphore est devenue le concept central de Buffy et c'est comme ça que je l'ai vendu[45].»
- Dans la série, Scott joue de la crosse et non du basket-ball.
- Dans le film, Scott hérite du gène du loup-garou de son père, qui a caché sa lycanthropie à son fils dans l'espoir que cela saute une génération, alors que dans la série, Scott s'est fait mordre par un loup-garou dans les bois[53].
- Le Stiles de la série porte des T-shirts à l'effigie des Beatles et avec la cocarde de la Royal Air Force, tandis que celui du film préférait les T-shirts avec des phrases provocantes[53].

## Épisodes
| Saisons | Saisons | Nombre d'épisodes | Diffusion originale sur MTV | Diffusion originale sur MTV | Diffusion originale sur MTV | Diffusion originale sur MTV |
| Saisons | Saisons | Nombre d'épisodes | Début de saison             | Fin de saison               | Début de saison             | Fin de saison               |
| ------- | ------- | ----------------- | --------------------------- | --------------------------- | --------------------------- | --------------------------- |
|         | 1       | 12                | 5 juin 2011                 | 15 août 2011                | 3 octobre 2011              | 20 octobre 2011             |
|         | 2       | 12                | 4 juin 2012                 | 13 août 2012                | 29 septembre 2012           | 3 novembre 2012             |
|         | 3       | 24                | 3 juin 2013                 | 24 mars 2014                | 26 octobre 2013             | 14 juin 2014                |
|         | 4       | 12                | 23 juin 2014                | 8 septembre 2014            | 19 septembre 2014           | 28 novembre 2014            |
|         | 5       | 20                | 29 juin 2015                | 8 mars 2016                 | 18 novembre 2015            | 25 mai 2016                 |
|         | 6       | 20                | 15 novembre 2016            | 24 septembre 2017           | 24 juin 2017                | 4 novembre 2017             |

### Première saison (2011)
La nuit avant sa rentrée au lycée, un jeune adolescent de Beacon Hills, Scott McCall, lorsqu'il est dans les bois avec son meilleur ami Stiles, se fait attaquer par un loup et s'en sort avec une morsure au flanc. Le lendemain, il remarque que son ouïe, sa vue, ses réflexes, et sa rapidité se sont développés. De plus il n'a plus besoin de son inhalateur pour son asthme. Il découvre alors qu'il est un loup-garou. Le jour de la rentrée, il fait la connaissance d'Allison Argent, une nouvelle venue en ville. Avec l'aide de Stiles, et d'un mystérieux loup-garou, Derek, Scott doit trouver un équilibre entre sa nouvelle identité de loup-garou et les nombreux dangers que cela représente pour sa vie d'adolescent.
| №  | #  | Titre français             | Titre original              | Diffusions française | Diffusions originale | Code prod. |
| -- | -- | -------------------------- | --------------------------- | -------------------- | -------------------- | ---------- |
| 1  | 1  | La Morsure                 | Wolf Moon                   | 3 octobre 2011       | 5 juin 2011          | 101        |
| 2  | 2  | Transformation incontrôlée | Second Chance at First Line | 4 octobre 2011       | 6 juin 2011          | 102        |
| 3  | 3  | L’Appel de la meute        | Pack Mentality              | 5 octobre 2011       | 13 juin 2011         | 103        |
| 4  | 4  | 48 heures                  | Magic Bullet                | 6 octobre 2011       | 20 juin 2011         | 104        |
| 5  | 5  | Le Puma                    | The Tell                    | 7 octobre 2011       | 27 juin 2011         | 105        |
| 6  | 6  | Pulsations                 | Heart Monitor               | 11 octobre 2011      | 4 juillet 2011       | 106        |
| 7  | 7  | Une nuit au lycée          | Night School                | 12 octobre 2011      | 11 juillet 2011      | 107        |
| 8  | 8  | L’Emprise de la Lune       | Lunatic                     | 13 octobre 2011      | 18 juillet 2011      | 108        |
| 9  | 9  | L’Alpha                    | Wolf’s Bane                 | 14 octobre 2011      | 25 juillet 2011      | 109        |
| 10 | 10 | Esprit d’équipe            | Co-Captain                  | 18 octobre 2011      | 1er août 2011        | 110        |
| 11 | 11 | Le Bal                     | Formality                   | 19 octobre 2011      | 8 août 2011          | 111        |
| 12 | 12 | Code d’honneur             | Code Breaker                | 20 octobre 2011      | 15 août 2011         | 112        |

### Deuxième saison (2012)
Dans cette nouvelle saison, Scott et sa "meute"  font face à des nouveaux ennemis. Tout d'abord, pour les funérailles de sa fille Kate, le grand père d'Allison, Gérard, arrive à Beacon Hills. Il décide d'enfreindre le code de la famille Argent, chasseuse de Loup-garou: " Nous chassons ceux qui nous chassent" et de tuer tous les Loup-Garou qui croisent son chemin, pour soi-disant "venger la mort de Kate". Dans cette même période, sont retrouvés des cadavres dans la ville, mais la possibilité que ce soit un Loup est exclue. Après des recherches, Scott et ses amis comprennent que cette bête, le Kanima est en réalité Jackson, qui après avoir été mordu par Derek se transforme en une créature mythologique à cause de son passé. Toutefois, le Kanima est contrôlé par Matt, un garçon qui veut se venger de personnes qui l'ont presque noyé quand il était enfant. Par la suite on comprend que Gérard a un plan pour prendre le contrôle de Jackson et menacer Scott afin de pouvoir devenir un Loup-Garou pour guérir d'un cancer. Mais heureusement Scott a lui aussi un plan B. Il réussit à remplacer les cachets de Gérard avec de la poudre de sorbier (toxique pour les Loups-Garou). Ainsi, sa transformation n'aboutit pas. Lorsque Gérard est accablé au sol, Jackson est encore Kanima mais Lydia réussit à lui faire entendre raison, et après que Peter et Derek le tue, il ressuscite en tant que Loup-Garou. Tous semble être pour le mieux mais Derek trouve sur sa porte un symbole qui annonce l'arrivée d'une meute d'alpha ....
| №  | #  | Titre français                    | Titre original | Diffusions française | Diffusions originale | Code prod. |
| -- | -- | --------------------------------- | -------------- | -------------------- | -------------------- | ---------- |
| 13 | 1  | L’Omega                           | Omega          | 29 septembre 2012    | 3 juin 2012          | 201        |
| 14 | 2  | La chasse est ouverte             | Shape Shifted  | 29 septembre 2012    | 4 juin 2012          | 202        |
| 15 | 3  | Question de pouvoir               | Ice Pick       | 6 octobre 2012       | 11 juin 2012         | 203        |
| 16 | 4  | Abomination                       | Abomination    | 6 octobre 2012       | 18 juin 2012         | 204        |
| 17 | 5  | Meute contre Meute                | Venomous       | 13 octobre 2012      | 25 juin 2012         | 205        |
| 18 | 6  | L’Art de la guerre                | Frenemy        | 13 octobre 2012      | 2 juillet 2012       | 206        |
| 19 | 7  | Sous contrôle                     | Restraint      | 20 octobre 2012      | 9 juillet 2012       | 207        |
| 20 | 8  | L’Imagination et le Savoir        | Raving         | 20 octobre 2012      | 16 juillet 2012      | 208        |
| 21 | 9  | L'Anniversaire de Lydia           | Party Guessed  | 27 octobre 2012      | 23 juillet 2012      | 209        |
| 22 | 10 | Furie                             | Fury           | 27 octobre 2012      | 30 juillet 2012      | 210        |
| 23 | 11 | Champ de batailleCompte à rebours | Battlefield    | 3 novembre 2012      | 6 août 2012          | 211        |
| 24 | 12 | Les Immortels                     | Master Plan    | 3 novembre 2012      | 13 août 2012         | 212        |

### Troisième saison (2013-2014)
Dans la première partie de la saison, une meute d’Alphas arrive à Beacon Hills. Scott et Derek vont devoir les combattre pour sauver leurs vies et celles de leurs amis. En parallèle, de nombreux assassinats sont commis à la manière de ce qui ressemble à des sacrifices humains.
Dans la deuxième partie, des démons japonais, les Onis, arrivent à Beacon Hills, tandis que Stiles se retrouve possédé par un Nogitsune, un esprit maléfique japonais. Ses amis se mobilisent pour l'aider.
| №  | #  | Titre français              | Titre original             | Diffusions française | Diffusions originale | Code prod. |
| -- | -- | --------------------------- | -------------------------- | -------------------- | -------------------- | ---------- |
| 25 | 1  | Plaies ouvertes             | Tattoo                     | 26 octobre 2013      | 3 juin 2013          | 301        |
| 26 | 2  | Le Risque et la Récompense  | Chaos Rising               | 2 novembre 2013      | 10 juin 2013         | 302        |
| 27 | 3  | La Chasse                   | Fireflies                  | 9 novembre 2013      | 17 juin 2013         | 303        |
| 28 | 4  | Prédateur                   | Unleashed                  | 16 novembre 2013     | 24 juin 2013         | 304        |
| 29 | 5  | Tensions                    | Frayed                     | 23 novembre 2013     | 1er juillet 2013     | 305        |
| 30 | 6  | Motel California            | Motel California           | 30 novembre 2013     | 8 juillet 2013       | 306        |
| 31 | 7  | Les Guérisseurs             | Currents                   | 7 décembre 2013      | 15 juillet 2013      | 307        |
| 32 | 8  | Œil pour œil                | Visionary                  | 14 décembre 2013     | 22 juillet 2013      | 308        |
| 33 | 9  | La Fille qui en savait trop | The Girl Who Knew Too Much | 21 décembre 2013     | 29 juillet 2013      | 309        |
| 34 | 10 | Laissés pour compte         | The Overlooked             | 28 décembre 2013     | 5 août 2013          | 310        |
| 35 | 11 | Le Nemeton                  | Alpha Pact                 | 4 janvier 2014       | 12 août 2013         | 311        |
| 36 | 12 | Éclipse lunaire             | Lunar Ellipse              | 4 janvier 2014       | 19 août 2013         | 312        |
| 37 | 13 | Ancrage                     | Anchors                    | 31 mars 2014         | 6 janvier 2014       | 313        |
| 38 | 14 | Malia                       | More Bad Than Good         | 5 avril 2014         | 13 janvier 2014      | 314        |
| 39 | 15 | Musca                       | Galvanize                  | 12 avril 2014        | 20 janvier 2014      | 315        |
| 40 | 16 | La Marque                   | Illuminated                | 19 avril 2014        | 27 janvier 2014      | 316        |
| 41 | 17 | Doigt d'argent              | Silverfinger               | 26 avril 2014        | 3 février 2014       | 317        |
| 42 | 18 | L'Énigme                    | Riddled                    | 3 mai 2014           | 10 février 2014      | 318        |
| 43 | 19 | Poison                      | Letharia Vulpina           | 10 mai 2014          | 17 février 2014      | 319        |
| 44 | 20 | Eichen House                | Echo House                 | 17 mai 2014          | 24 février 2014      | 320        |
| 45 | 21 | Le Renard et le loup        | The Fox and the Wolf       | 24 mai 2014          | 3 mars 2014          | 321        |
| 46 | 22 | Dans la tête de Stiles      | De-Void                    | 31 mai 2014          | 10 mars 2014         | 322        |
| 47 | 23 | Insatiable                  | Insatiable                 | 7 juin 2014          | 17 mars 2014         | 323        |
| 48 | 24 | Le Coup divin               | The Divine Move            | 14 juin 2014         | 24 mars 2014         | 324        |

### Quatrième saison (2014)
Encore en train de récupérer de leurs pertes tragiques, Scott, Stiles, Lydia et Kira reviennent pour un nouveau trimestre à l'école avec des soucis plus humains que surnaturels, tout en essayant d'aider leur nouvelle amie Malia à se réintégrer dans la société. Mais ils sont vite confrontés au Bienfaiteur, un individu qui a recruté de nombreux tueurs à gages pour éliminer toute créature surnaturelle vivant à Beacon Hills...
| №  | #  | Titre français           | Titre original        | Diffusions française | Diffusions originale | Code prod. |
| -- | -- | ------------------------ | --------------------- | -------------------- | -------------------- | ---------- |
| 49 | 1  | La Lune sombre           | The Dark Moon         | 19 septembre 2014    | 23 juin 2014         | 401        |
| 50 | 2  | 117                      | 117                   | 19 septembre 2014    | 30 juin 2014         | 402        |
| 51 | 3  | Sourd                    | Muted                 | 19 septembre 2014    | 7 juillet 2014       | 403        |
| 52 | 4  | Le Bienfaiteur           | The Benefactor        | 3 octobre 2014       | 14 juillet 2014      | 404        |
| 53 | 5  | Liam                     | I.E.D                 | 10 octobre 2014      | 21 juillet 2014      | 405        |
| 54 | 6  | Orphelins                | Orphaned              | 17 octobre 2014      | 28 juillet 2014      | 406        |
| 55 | 7  | Bien armé                | Weaponized            | 24 octobre 2014      | 4 août 2014          | 407        |
| 56 | 8  | L'heure est venue        | Time of Death         | 31 octobre 2014      | 11 août 2014         | 408        |
| 57 | 9  | Périssable               | Perishable            | 7 novembre 2014      | 18 août 2014         | 409        |
| 58 | 10 | Les Monstres             | Monstrous             | 14 novembre 2014     | 24 août 2014         | 410        |
| 59 | 11 | La Promesse pour la mort | A Promise to the Dead | 21 novembre 2014     | 1er septembre 2014   | 411        |
| 60 | 12 | Fumée et Miroirs         | Smoke and Mirrors     | 28 novembre 2014     | 8 septembre 2014     | 412        |

### Cinquième saison (2015-2016)
Scott et sa meute entrent en terminale. Avec surprise, Scott et Stiles voient réapparaître Theo, un ancien camarade. Tandis que Scott le prend sous son aile, Stiles doute de pouvoir lui faire confiance. La meute doit affronter « Les Médecins de l'Horreur », deux hommes et une femme masqués qui effectuent des expériences génétiques pour combiner plusieurs espèces de créatures surnaturelles en une seule personne. Personne ne se doute que Theo fait équipe avec les « Médecins de l'Horreur », qui souhaitent éliminer Scott et sa meute...
| №  | #  | Titre français           | Titre original            | Diffusions française | Diffusions originale | Code prod. |
| -- | -- | ------------------------ | ------------------------- | -------------------- | -------------------- | ---------- |
| 61 | 1  | Les Créatures de la nuit | Creatures of the Night    | 18 novembre 2015     | 29 juin 2015         | 501        |
| 62 | 2  | Terreurs nocturnes       | Parasomnia                | 25 novembre 2015     | 30 juin 2015         | 502        |
| 63 | 3  | En plein rêve            | Dreamcatchers             | 2 décembre 2015      | 6 juillet 2015       | 503        |
| 64 | 4  | Phase terminale          | Condition Terminal        | 9 décembre 2015      | 13 juillet 2015      | 504        |
| 65 | 5  | Tout un roman            | A Novel Approach          | 16 décembre 2015     | 20 juillet 2015      | 505        |
| 66 | 6  | Le Livre de la mort      | Required Reading          | 23 décembre 2015     | 27 juillet 2015      | 506        |
| 67 | 7  | Mauvaises Fréquences     | Strange Frequencies       | 30 décembre 2015     | 3 août 2015          | 507        |
| 68 | 8  | Ouroboros                | Ouroboros                 | 6 janvier 2016       | 10 août 2015         | 508        |
| 69 | 9  | Mensonges par omission   | Lies of Omission          | 6 janvier 2016       | 17 août 2015         | 509        |
| 70 | 10 | Asthme sévère            | Status Asthmaticus        | 13 janvier 2016      | 24 août 2015         | 510        |
| 71 | 11 | La Dernière Chimère      | The Last Chimera          | 23 mars 2016         | 5 janvier 2016       | 511        |
| 72 | 12 | Damnatio Memoriae        | Damnatio Memoriae         | 30 mars 2016         | 12 janvier 2016      | 512        |
| 73 | 13 | Codominance              | Codominance               | 6 avril 2016         | 19 janvier 2016      | 513        |
| 74 | 14 | Le Sabre et l'Esprit     | The Sword and the Spirit  | 13 avril 2016        | 26 janvier 2016      | 514        |
| 75 | 15 | Pouvoirs sans limite     | Amplification             | 20 avril 2016        | 2 février 2016       | 515        |
| 76 | 16 | D'une meute à l'autre    | Lie Ability               | 27 avril 2016        | 9 février 2016       | 516        |
| 77 | 17 | Menace imminente         | A Credible Threat         | 4 mai 2016           | 16 février 2016      | 517        |
| 78 | 18 | La Servante du Gévaudan  | The Maid of Gévaudan      | 11 mai 2016          | 23 février 2016      | 518        |
| 79 | 19 | La Bête de Beacon Hills  | The Beast of Beacon Hills | 18 mai 2016          | 1er mars 2016        | 519        |
| 80 | 20 | Apothéose                | Apotheosis                | 25 mai 2016          | 8 mars 2016          | 520        |

### Sixième saison (2016-2017)
Dans la première partie, la meute est confrontée aux Cavaliers Fantômes, des créatures capables d'enlever des personnes et de les effacer de la mémoire des gens qui les ont connues. Stiles sera leur quatrième victime après un adolescent et ses parents, et la meute devra tout faire pour le récupérer. Ils auront aussi affaire au loup-garou nazi échappé de la prison des Médecins de l'Horreur. Dans la deuxième partie, la Meute doit faire face à un nouvel ennemi se nommant L'Anuk-ite, une créature qui s'est échappée de la prison des Cavaliers Fantômes, capable de générer la peur et de pétrifier d'un simple regard. Ils devront également faire face au retour de Gérard et sa nouvelle alliée, qui vont jouer sur la paranoïa des habitants de Beacon Hills pour les monter contre toute créature surnaturelle...
| №   | #  | Titre français              | Titre original             | Diffusions française | Diffusions originale | Code prod. |
| --- | -- | --------------------------- | -------------------------- | -------------------- | -------------------- | ---------- |
| 81  | 1  | Souvenir perdu              | Memory Lost                | 24 juin 2017         | 15 novembre 2016     | 601        |
| 82  | 2  | Superposition               | Superposition              | 24 juin 2017         | 22 novembre 2016     | 602        |
| 83  | 3  | Crépuscule                  | Sundowning                 | 24 juin 2017         | 29 novembre 2016     | 603        |
| 84  | 4  | Reliques                    | Relics                     | 1er juillet 2017     | 6 décembre 2016      | 604        |
| 85  | 5  | Silence radio               | Radio Silence              | 1er juillet 2017     | 13 décembre 2016     | 605        |
| 86  | 6  | Ville fantôme               | Ghosted                    | 8 juillet 2017       | 7 janvier 2017       | 606        |
| 87  | 7  | Sans cœur                   | Heartless                  | 8 juillet 2017       | 10 janvier 2017      | 607        |
| 88  | 8  | Guerre éclair               | Blitzkrieg                 | 15 juillet 2017      | 17 janvier 2017      | 608        |
| 89  | 9  | Souviens-toi                | Remember                   | 15 juillet 2017      | 24 janvier 2017      | 609        |
| 90  | 10 | La Dernière Chevauchée      | Riders on the Storm        | 22 juillet 2017      | 31 janvier 2017      | 610        |
| 91  | 11 | Le Roi des rats             | Said the Spider to the Fly | 7 octobre 2017       | 30 juillet 2017      | 611        |
| 92  | 12 | Talent brut                 | Raw Talent                 | 7 octobre 2017       | 6 août 2017          | 612        |
| 93  | 13 | Les Images fantômes         | After Images               | 14 octobre 2017      | 13 août 2017         | 613        |
| 94  | 14 | Sans visage                 | Face to Faceless           | 14 octobre 2017      | 20 août 2017         | 614        |
| 95  | 15 | Bras de fer                 | Pressure Test              | 21 octobre 2017      | 20 août 2017         | 615        |
| 96  | 16 | Le Déclencheur              | Triggers                   | 21 octobre 2017      | 3 septembre 2017     | 616        |
| 97  | 17 | Les Loups-garous de Londres | Werewolves of London       | 28 octobre 2017      | 10 septembre 2017    | 617        |
| 98  | 18 | Génotype                    | Genotype                   | 28 octobre 2017      | 17 septembre 2017    | 618        |
| 99  | 19 | Nuit de cristal             | Broken Glass               | 4 novembre 2017      | 17 septembre 2017    | 619        |
| 100 | 20 | Carnage !                   | The Wolves of War          | 4 novembre 2017      | 24 septembre 2017    | 620        |

## Univers de la série
- Si vous ne connaissez pas le sujet, laissez ce bandeau (vous pouvez alors contacter les auteurs).
- Si vous supprimez le contenu mis en cause (vous pouvez préalablement contacter les auteurs),

argumentez précisément cette suppression dans la page de discussion
(un manque de référence n'est pas un argument ; une recherche réelle de référence doit avoir été effectuée, être formellement documentée).

### Personnages

#### Récurrents
Bobby Finstock
C'est l'entraîneur de crosse, mais aussi le professeur d'économie et de sport du lycée. Il a beaucoup d'humour et il considère Scott et Stiles comme ses fils (mentionné dans la saison 4). Malgré tous les événements étranges de Beacon Hills, il n'est pas au courant de l'existence de toutes les créatures surnaturelles vivant dans la ville et ses alentours.
Dr Deaton, le vétérinaire
Il est l'employeur de Scott. Il a beaucoup de connaissances sur les animaux, mais aussi sur les créatures surnaturelles comme les loups-garous. Il se révèle être un druide et l'émissaire de la famille Hale et de Scott, permettant à la meute de combattre le mal grâce à son savoir.
Isaac Lahey
Isaac est le second bêta mordu par Derek (après Jackson). Au début hostile à Scott et ses amis, il finit par se lier d'amitié avec eux et fera un changement d'alpha entre Derek et Scott lors de la troisième saison. Il sort beaucoup de blagues dans les instants dramatiques. Il commence une brève relation avec Allison. Plus tard, il part en France avec Chris Argent à l'issue de la troisième saison.
Melissa McCall
C'est la mère de Scott. Elle travaille comme infirmière à l'hôpital de Beacon Hills. Elle ignore le fait que son fils est un loup-garou jusqu'à la deuxième saison. Elle est ensuite en danger, mais continue de soutenir son fils. Elle deviendra un personnage principal lors de la sixième saison.
le shérif Noah Stilinski
C'est le père de Stiles. Il est le shérif de Beacon Hills, mais ignore tout de l'univers surnaturel jusqu'à la troisième saison où son fils stiles lui révèle tout pour ses amis à l'aide d'un échiquier et de post-it
Peter Hale
C'est l'oncle de Derek. Il a été brulé vivant lors de l'incendie de la maison familiale à Beacon Hills. Il reste paralysé à l'hôpital pendant 6 ans. Finalement, il se révèle être l'Alpha des loups-garous, c'est lui qui a transformé Scott. Lors du bal, il mord Lydia mais cela ne la transforme pas, ni ne la tue car elle une Banshee. Derek le tue afin d'obtenir vengeance pour avoir tué sa sœur donc la nièce de Peter, Laura Hale, et devenir le nouvel Alpha. Peter, aidé par Lydia (en la manipulant grâce à leur lien), revient à la vie dans la deuxième saison pour apporter ses connaissances sur le Kanima, mais ce n'est plus un alpha à partir de ce moment. Il est le père biologique de Malia Tate dont le souvenir lui avait été enlevé par sa sœur Talia (la mère de Derek).
Lors de la troisième saison, il met son plan à exécution pour devenir l'Alpha en manipulant Scott mais ce n'est qu'à la fin de la quatrième saison, qu'il se dévoile devant tous comme un ennemi de Scott. Ils décident tous de l'enfermer dans une aile spéciale « surnaturel » de l'hôpital psychiatrique.
Danny Mahealani
C'est le meilleur ami de Jackson. Également dans l'équipe de crosse, il est ouvertement homosexuel. Il est amoureux d'Ethan à partir de la troisième saison et dans le dernier épisode de celle-ci saison, qui est aussi le dernier épisode où il apparaîtra, il montre qu'il sait tout à propos des loups garous lorsque lui et Ethan se séparent.
M. Harris
C'est le professeur de chimie de Scott et Stiles. Il déteste et est détesté par Scott et Stiles. Il a failli être tué par Peter dans la première saison. Il semble avoir connaissance de l'univers surnaturel, ayant déjà eu plusieurs contacts avec celui-ci par le passé. Il meurt dans la troisième saison, sacrifié par le Darach, mais son corps ne sera jamais retrouvé.
Chris Argent
C'est un chasseur et c'est le père d'Allison. Il déteste Scott, mais n'hésite pas à lui demander son aide en cas de besoin. Par la suite, il finira par bien l’apprécier et il lui viendra même en aide lorsqu'il en aura besoin.
À partir de la troisième saison, il arrête temporairement ses activités de chasseur, mais il continue ses recherches sur le Darach et les sacrifices. Il considère maintenant Scott comme un allié et ne chasse plus que les créatures surnaturelles hostiles. Il sera l'un des personnages principaux de Teen Wolf lors de la saison six.
Gerard Argent
Chasseur et grand-père d'Allison, il est un fin manipulateur. Une colère sans borne le pousse à vouloir la mort de tous les loups-garous, à la suite du décès de sa fille, mais ce n'est en fait qu'un stratagème pour devenir lui-même un loup-garou, pour ainsi vaincre son cancer et prendre le pouvoir d'alpha en tuant Derek. Il parviendra à se faire transformer, mais Scott aura auparavant réussi à lui faire ingérer de la poudre de sorbier, ce qui provoquera une réaction étrange et le condamnera à vivre dans un fauteuil roulant dans une maison de soin.
Il est présent lors de la troisième saison, coincé dans son fauteuil roulant, prodiguant quelques conseils à son fils, sa petite-fille et à Scott, mais en échange celui-ci doit lui prendre un peu de sa souffrance.
Lors de la saison 6, il provoque une guerre contre le surnaturel mais sera finalement tué par sa fille, Kate.
Erica Reyes
Elle apparaît lors de la deuxième saison. Erica est une adolescente souffrant de crises d'épilepsie, d'acné et qui n'est pas appréciée au lycée. À la suite d'une crise, Derek la transforme en loup-garou et elle intègre sa meute. Après sa morsure, Erica est métamorphosée, acquiert une très grande confiance en elle et son apparence physique change totalement, faisant tourner la tête de tous les garçons. Au fur et à mesure, elle dévoile une facette plus gentille de sa personnalité. C'est elle qui supporte le mieux la douleur. Elle va apporter son aide à Stiles au sujet des parents biologiques de Jackson.
Elle meurt lors de la troisième saison, tuée par Kali qui fait partie de la meute des alphas.
Vernon Boyd
Il apparaît lors de la deuxième saison Boyd est un jeune adolescent solitaire et est appelé par son nom de famille. Profitant de sa faiblesse, Derek fait de lui un loup-garou dans la deuxième saison. À la fin de cette même saison, Boyd part avec Erica et semble avoir développé certains sentiments l'un pour l'autre. En effet dans la troisième saison il la qualifie de "seule amie". Ils se font alors prendre par la meute d’alpha. Boyd meurt lors de la troisième saison, tué par Derek à cause de la meute d'alphas.
Cora Hale
Sœur cadette de Derek, elle a, tout comme lui et leur sœur Laura, survécu à l'incendie. Elle était retenue prisonnière comme Boyd et Erica par la meute d'alpha. Puis elle rejoint la meute de son frère, au tout début de la troisième saison. Elle part en Amérique du Sud à la fin de cette même saison et ne réapparait plus dans la série.
Jennifer Blake
C'est la nouvelle professeur d'anglais dans la troisième saison. Elle sera impliquée dans l'univers surnaturel des loups-garous. Elle aura une aventure avec Derek Hale. Jusqu’à ce qu'elle se révèle être le Darach : elle a en fait été l'émissaire de Kali avant d'être laissée pour morte par celle-ci après l'avoir défigurer pour pouvoir rejoindre la meute de Deucalion. Depuis, elle souhaite se venger des alphas en sacrifiant des innocents. Elle est tuée à la fin de la première partie de la saison, gravement blessée par Deucalion et achevée par Peter. Elle avait aussi découvert le plan mis en place par Peter pour devenir l'Alpha.
Deucalion
Aveugle à cause de Gerard, il est le chef de la meute d'alpha. Il trouve que Scott est une menace et il décide de ce fait de le recruter étant donné que Scott va devenir par la suite un vrai Alpha il le veut donc pour avoir la meute parfaite. Il aime s'appeler « le démon-loup » et a eu une histoire sombre liée aux Argent, spécifiquement à Gerard. Il disparaît de la série après la première partie de la troisième saison, ayant perdu sa meute mais retrouvé sa vue et son idéal. Il devient amical comme il était avant. Dans l'épisode 14 de la saison 4, lorsque Breaden va sauver Derek des Calaveras elle lui dit que Deucalion l'a payé pour lui venir en aide.
Il revient dans la deuxième partie de la saison cinq pour aider Scott, Stiles et tout le reste de la meute à venir à bout de Theo Raeken en le manipulant et en l'aidant à arrêter la bête du Gévaudan.
Dans la saison 6, Il est appelé en renfort par Scott pour se battre contre l'Anuk- Ite et aidera Malia et Scott à se battre à l'aveugle. Il se fera tuer par des chasseurs pendant un des entraînements.
Kali
Seule femme de la meute alpha, elle est le bras droit de Deucalion. Elle utilise aussi bien les griffes de ses mains que celles de ses pieds pour combattre, c'est pourquoi elle est toujours pieds-nu. Elle est impitoyable et cruelle, mais elle semble avoir des regrets pour avoir tenté de tuer son émissaire, Julia, mieux connue sous le nom de Jennifer Blake. Elle a aussi certains sentiments envers Ennis, c'est d’ailleurs pour lui qu'elle rejoint la meute d'alpha. Elle veut aussi se venger de Derek pensant qu'il avait tué Ennis alors que c’était Deucalion afin que cette dernière fasse pression sur lui, soit il rejoint la meute soit Kali le tue. Elle est tuée dans la troisième saison par Jennifer.
Ethan et Aiden
Aussi appelés les jumeaux alpha, ils peuvent fusionner pour former un énorme alpha. Ethan est homosexuel et tombe amoureux de Danny tandis qu'Aiden cherche à charmer Lydia, dont il tombera amoureux. Ils sont infiltrés au lycée de Beacon Hills, sous les ordres de Deucalion et ont pour mission de charmer l'un Lydia et l'autre Danny pour savoir lequel des deux a le plus d'importance pour Scott et sa meute. Ils cherchent ensuite à se racheter auprès de Scott et de ses amis. Lorsqu'ils arrivent à Beacon Hills, Ethan et Aiden sont deux loups alpha, mais après avoir été gravement blessés par Jennifer, ils perdent leurs pouvoirs d'alpha et re-deviennent des omegas sans meute. Ils ont peur que leurs anciens ennemis l'apprennent, et cherche donc à rentrer dans la meute de Scott pour y trouver une protection.
À partir de l'épisode 15 de la troisième saison, de nouveaux ennemis font leur apparition et ils vont aider Scott à les affronter, avant de devenir de véritables amis. Aiden meurt dans le dernier épisode de cette même saison, tué par un Oni. Il réapparaîtra dans la cinquième saison au premier épisode en tant qu'hallucination de Lydia.
Peu de temps après, Ethan souhaite quitter Beacon Hills en disant a Danny qu'il part. Danny admet qu'il l'aime, mais qu'il ne se sent pas prêt à sortir avec un loup garou. À la suite de ces événements, Ethan quitte Beacon Hills pour une destination inconnue, et ne reparaît pas dans la série que pour la fin de la saison 6 où l'on découvrira qu'il est dans une relation avec Jackson et qu'ils vivent tous les deux à Londres.
Ennis
D'une force brutale, Ennis est un alpha très violent. Il a des sentiments pour Kali. Ennis survit à une chute qui le laisse très mal en point, mais Deucalion en décide autrement et le tue bien que le Dr Deaton l'ait soigné.
Marine Morell
Mme Morell travaille au lycée de Beacon Hills comme conseillère d'orientation et professeur de français. D'origine canadienne francophone, elle aide Lydia à s'ouvrir sur ses hallucinations dans la deuxième saison mais elle semble mystérieusement impliquée dans l'univers surnaturel.
Lors de la troisième saison, elle gagne en importance et il est révélé qu'elle est la sœur du Dr Deaton mais aussi l'émissaire de la meute alpha. Elle aide cependant Scott et ses amis à de nombreuses reprises. Elle quitte la série à la fin de la moitié de la troisième saison.
Le Nogitsune
Le Nogitsune est un Kitsune maléfique. Il est l'antagoniste principal de la deuxième partie de la troisième saison. Cet esprit a été invoqué par Noshiko Yukimura en 1945, car elle allait être incinérée avec le reste des corps du camp pendant la Deuxième Guerre mondiale. Celui-ci pris possession du caporal Rhys qui entretenait une relation avec Noshiko. Lors de cette époque, elle a alors réussi à l'enfermer dans le Nemeton.
Quand Allison, Scott et Stiles sauvent leurs parents, ils réactivent le Nemeton. Cela a pour effet de libérer le Nogitsune qui va prendre possession de Stiles. Au début, cette possession n'a pas trop d'incidence car elle ne lui fait avoir que des cauchemars, mais très vite cela empire. Stiles ne fait plus la différence entre rêve ou réalité, et il a des pertes de connaissances. Périodes durant lesquelles, il ne sait pas ce qu'il fait car c'est le Nogitsune qui prend le dessus. Le sacrifice a laissé une porte ouverte dans l'esprit de Stiles, le Nogitsune le possède. Après que Stiles est libéré de la possession, le Nogistune prend la forme de Stiles.
Il est alors très friand d'énigmes surtout lorsqu'il tente de posséder son corps. Celui-ci absorbe et se nourrit des émotions négatives causées par la douleur, le chaos et les conflits. Il l'a fait directement par contact physique avec Scott mais aussi semble les prendre des événements chaotiques autour de lui. Il tue par l'intermédiaire des Oni dans l'épisode 23 de la troisième saison Allison, puis dans l'épisode suivant Aiden.
Il est vaincu grâce à un coup divin de Stiles dans lequel ce dernier avec l'appui de Lydia parvient à changer son corps grâce à la morsure de Scott. Ainsi, son corps est détruit. L'esprit tente de fuir sous la forme d'une mouche et est capturé dans une boîte faite de bois du Nemeton.
Jordan Parrish
Dans la troisième saison, Parrish est un shérif-adjoint sans histoire. Lorsque le shérif lui demande pourquoi il a décidé de venir a Beacon Hills, il lui explique qu'il se sentait comme attiré par cette ville (ce qui peut s'expliquer par l'ouverture du Nemeton).
Lors de la quatrième saison, son nom est écrit sur la liste noire des créatures a abattre. Parrish semblant être un humain normal, l'incompréhension est générale, mais Parrish finit par se retrouver attaché dans une voiture par son coéquipier qui essaye de le tuer en y mettant le feu pour obtenir la récompense. Cependant, il ne meurt pas et devient la préoccupation de tous pour découvrir ce qu'il est.
Quand Chris Argent se fait attraper par Peter, Parrish lui vient en aide et dévoile la couleur de ses yeux (couleur feu). Plus tard, Lydia et lui regardent dans le bestiaire à quelle créature il peut s'identifier mais ne trouvent pas.
Lors de la cinquième saison, il récupère les corps des chimères créées par les Médecins de l'Horreur et les ramène sur le Nemeton sans être conscient. À chaque fois, qu'il le fait, il les dépose, s'assoit sur la souche et commence à prendre feu : son corps et ses yeux deviennent orangés et nimbés de flammes. Lorsque Lydia lui révèle que c'est lui qui prend les corps, il décide de s'enfermer en prison pour ne blesser personne. Dans le dixième épisode de cette même saison, il découvre qu'il est un Chien Noir (Hellhound) (en), porteur de la mort et gardien du surnaturel, connu également par son nom plus commun : Chien des Enfers. Il aide Scott et sa meute le reste de la saison.
Braeden
Braeden est une mercenaire, introduite au début de la troisième saison lorsqu'elle sauve Isaac des griffes de la meute d'alphas.
Peu de temps après, Deucalion, le chef de la meute alpha lui tranche la gorge. Il est révélé peu après qu'elle avait été engagée par Mme Morell. Cependant, elle fait un retour inattendu lorsqu'elle sauve Derek et Peter d'un repère gardé par les Calaveras dans le douzième épisode de la troisième saison, ayant été engagée pour cela par Deucalion. Elle possède une cicatrice au visage.
Lors de la quatrième saison, elle sera engagée par les Calaveras puis par Derek et Peter pour trouver Kate. Par la suite, elle apprend à Derek à manier les armes à feu, étant un ancien agent de police qui a perdu son poste parce qu'elle était obsédée par la Louve du Desert. Puis, ils auront une idylle.
Elle s'avère être une alliée redoutable, prenant part aux combats et protégeant la meute de Scott. Elle part ensuite avec Derek dans le dernier épisode de la quatrième saison puis fait un retour dans l’épisode 10 de la cinquième saison.
Theo Raeken
Theo est introduit lors de la cinquième saison. Theo a connu Scott et Stiles au CM1. Il est capable de se transformer en Loup, ce qui le rend plus fort. Il est révélé dans l'épisode 10 de la cinquième saison qu'il est la première chimère des médecins de l'horreur, mi-loup-garou, mi-coyote-garou. Celui-ci travaille en réalité pour les médecins de l'horreur et son but est de tuer Scott pour pouvoir prendre son pouvoir d'alpha et sa meute. Dans la deuxième partie de la cinquième saison, il ressuscite quatre des chimères mortes au nemeton afin d'avoir sa propre meute. Il révèle qu'il souhaite découvrir l'identité de la bête du Gévaudan et de prendre son pouvoir pour la tuer. Il parvient à enrôler Deucalion, mais ignore que ce dernier travail depuis le début pour Scott. Il tue Josh puis Tracy pour voler leur pouvoir et devenir plus fort. Dans le dernier épisode de cette même saison, son plan échoue grâce à Scott et Deucalion puis Kira, avec son katana, l'envoi en enfer où sa sœur le demande. Lorsqu'il avait 10 ans, il a tué sa sœur dans le but de lui voler son cœur avec l'aide des médecins de l'horreur.
Lors de la sixième saison, Liam le libère de l'enfer grâce au katana de Kira et ce dernier lui demande son aide pour retrouver Stiles qui a été enlevé par les Ghosts Riders et aussi tout ce qu'il sait sur la Wild Hunt, les Ghosts Riders et Garrett Douglas. Si celui-ci n'obéit pas et ne les aide pas, il retournera en enfer. On apprend qu'il connaît la chasse sauvage, mais aussi sur Garrett Douglas, qu'il connaît son passé dans l'Allemagne nazie. Finalement il aidera Scott et sa meute à retrouver Stiles, puis s'alliera avec Liam pour retrouver tous ceux qui ont disparu. C'est un sociopathe narcissique manipulateur assoiffé de pouvoir.
Pendant la 2e partie de la saison, Liam et lui se battront contre les chasseurs et se rapprocheront. Il aide beaucoup Scott dans cette saison. Il commence une lente rédemption en aidant la Meute contre les Chasseurs et l'Anuk-Ite.
Hayden Romero
Hayden est introduite lors de la cinquième saison. C'est une camarade de classe de Liam et Mason. Elle cherche à se venger de Liam à cause d'un accident remontant à la sixième, où Liam lui a cassé le nez. Cependant, elle finit par se rapprocher de lui et ils ont une relation. Lors de l'épisode 8, les « Médecins de l'Horreur » la capturent pour tenter d'en faire une chimère. Elle ne supporte pas la transformation et meurt. Cependant, elle est ramenée à la vie par Theo peu après. Par la suite, elle décide de quitter la meute de Theo pour aider celle de Scott. Dans le dernier épisode de cette même saison, à la suite d'une blessure de la Bête et afin qu'elle puisse guérir, elle demande à Scott de la transformer en loup-garou. Dans la sixième saison, elle fera partie intégrante de la meute de Scott contre les Ghosts Riders et sauver Stiles. On apprend dans l'épisode 11 qu'elle a quitté la ville pour protéger sa sœur.
Tracy Stewart
Tracy Stewart est une lycéenne qui apparaît pour la première fois dans cinquième saison. Au début, elle fait des cauchemars qui sont parfois mélangés à la réalité. Elle se met alors à tousser et à vomir du sang noir où elle confond la réalité. Scott et sa meute apprennent qu'elle est une chimère loup garou kanima, et qu'elle a été transformée par les médecins de l'horreur. Après avoir tué son père, elle se fera tuer par les médecins de l'horreur, car elle était un échec. Elle sera ensuite ressuscitée par Théo qui veut en faire un membre de sa meute. Elle est la membre la plus fidèle de la meute de Théo. Elle est attirée par Theo. C'est sûrement une raison pourquoi elle est si fidèle à lui. Malheureusement, Theo ne ressent pas la même chose et il utilise plutôt cette attirance pour la manipuler. Elle se fera tuer dans le dernier épisode de la cinquième saison pour pouvoir voler son pouvoir de kanima.
Corey Bryant
Corey est introduit lors de la cinquième saison. C'est un camarade de classe de Mason et Liam. Son petit copain Lucas qui était une chimère scorpion l'a piqué. Alors qu'il aurait dû mourir, il survit. Scott apprend plus tard qu'il est une chimère Caméléon. Dans un premier temps, il aidera la meute de Scott, mais il se fera tuer par les Médecins de l'horreur. Il sera ressuscité par Théo qui veut en faire un membre de sa meute. Il trahira plusieurs fois Théo à cause des sentiments qu'il éprouve pour Mason en aidant Scott. Dans la sixième saison, il fera partie de la meute de Scott, et grâce à son pouvoir, il peut se cacher des Ghosts Riders. Dans le septième épisode, il les aidera en compagnie de Mason à fabriquer une cage de Faraday, qui bloque les courants électriques empêchant les Ghosts Riders de chevaucher un éclair. À la fin de l'épisode, il sera effacé par Garrett Douglas. On découvrira que ses pouvoirs permettent de « connecter » le monde des Ghosts Riders au monde réel, et que Garrett Douglas l'a enlevé pour une raison bien précise.Dans l'épisode 10, il sera retrouvé par Mason, Hayden et Liam, alors que les Ghosts Riders l'ont « branché » sur la radio de la station pour fusionner les mondes. Dans la saison 6B, il continuera à aider grâce à ses pouvoirs qui semblent avoir une « connexion spéciale » avec La Chasse Sauvage. Il sera exposé comme être surnaturel et à la fin de la guerre entre les Surnaturels et les Humains et il se battra avec Mason.
Garrett Douglas
Mr Garrett Douglas est introduit lors de la sixième saison. Il est un nouveau professeur au lycée de Beacon Hills. Ses étudiants, y compris Hayden et Corey, sont frappés par son bon look. Liam et Mason, plus tard, volent sa boussole pour retrouver des fréquences magnétiques étranges. Sa santé est mauvaise en raison de son temps dans le tube, ce qui signifie qu'il doit inhaler de l'hélium. Il tue un concierge au lycée et mange sa glande pinéale. Pendant la Seconde Guerre mondiale, les Médecins de l'horreur le capturent et l'enferment dans un tube rempli de liquide et utilisent ses capacités de guérison pour prolonger leur propre vie. Après la défaite des Médecins de l'horreur et de la bête du Gevaudan, Douglas sort du tube et s'échappe de son repaire. On apprend de la part de Théo, qu'on l'appelle « Der Soldat », qu'il absorbe le liquide de son tube qui est utilisé pour rajeunir les Docteurs et ressusciter des expériences échouées. C'était non seulement un nazi, mais également un loup garou alpha. Dans les sixièmes et septièmes épisodes de la sixième saison, Garrett et Théo se connaissent bien (il le nomme « Hauptmann », ce qui correspond au grade de Capitaine dans l'armée Allemande depuis le XVIIIe siècle). Il mangera la glande pinéale d'un Ghosts Riders où il absorbe son pouvoir puis effacera Corey avec le fouet. Par la suite, il effacera Chris Argent et Melissa McCall. On apprend qu'il a été capturé en 1943 par les « Médecins de l'horreur » pendant la Deuxième Guerre mondiale et qu'il est resté pendant 70 ans dans la cuve. Au départ, il était un « Löwenmensch » (mi-loup-garou, mi-lion) ayant sévi durant l'Allemagne nazie, et qui a passé plusieurs décennies (70 ans) dans la cuve des Médecins de l'horreur, où il a acquis d'autres pouvoirs, à savoir ceux d'un alpha et ceux d'un Ghost Rider. Son but est de se créer une armée surnaturelle et de s'approprier la chasse sauvage.

## Accueil

### Audiences
| Saisons | Nombre d'épisodes | Jour et heure de diffusion | Diffusion originale sur MTV | Diffusion originale sur MTV | Année     | Audience moyenne (en millions) | Audience moyenne (en millions) | Audience moyenne (en millions) |
| Saisons | Nombre d'épisodes | Jour et heure de diffusion | Début de saison             | Fin de saison               | Année     | Première                       | Finale                         | Moyenne                        |
| ------- | ----------------- | -------------------------- | --------------------------- | --------------------------- | --------- | ------------------------------ | ------------------------------ | ------------------------------ |
| 1       | 12                | NC                         | 5 juin 2011                 | 15 août 2011                | 2011      | 2,17                           | 2,08                           | NC                             |
| 2       | 12                | NC                         | 4 juin 2012                 | 13 août 2012                | 2012      | 2,11                           | 1,71                           | NC                             |
| 3       | 24                | NC                         | 3 juin 2013                 | 24 mars 2014                | 2013-2014 | 2,36                           | 2,26                           | NC                             |
| 4       | 12                | NC                         | 23 juin 2014                | 8 septembre 2014            | 2014      | 2,18                           | 1,54                           | NC                             |
| 5       | 20                | NC                         | 29 juin 2015                | 8 mars 2016                 | 2015-2016 | 1,53                           | 0,8                            | NC                             |
| 6       | 20                | Mardi et dimanche          | 15 novembre 2016            | 24 septembre 2017           | 2016-2017 | 0,567                          | 0,676                          | NC                             |

#### Aux États-Unis

##### Audience moyenne par saison
- La première et la deuxième saison ont réalisé chacune une audience globale de 1,7 million de téléspectateurs[56].
- La troisième saison a réalisé la meilleure moyenne d'audience pour une saison avec 1,97 million de téléspectateurs.

À partir de la quatrième saison, l'audience aux Etats-Unis va déclinante :
- La quatrième saison a rassemblé en moyenne 1,61 million de téléspectateurs, marquant donc une baisse et réalisant une contre-performance par rapport aux saisons précédentes. La plus mauvaise audience revient toutefois à la cinquième saison, avec 1,05 million de téléspectateurs en moyenne sur les vingt épisodes de la saison.
- La sixième et dernière saison est actuellement en cours de diffusion sur MTV en Amérique ; son audience moyenne s'élève à 0,48 million de téléspectateurs, soit la pire moyenne jamais enregistrée pour la série.

##### Meilleur et pire audiences de la série parmi les différents épisodes
- Le treizième épisode Ancrage (Anchors) de la troisième saison a fait la meilleure audience de la série avec 2,43 millions de téléspectateurs[57].
- Le deuxième épisode, Superposition (Superposition en VO) de la sixième saison a fait la plus mauvaise audience de la série avec 410 000 téléspectateurs[58].

#### Dans les pays francophones
En France, le premier épisode a été suivi par 693 000 téléspectateurs sur France 4, soit 3,7 % de part d'audience. La série bat ainsi NT1 qui diffusait le même jour la saison 2 de Vampire Diaries. 770 000 téléspectateurs ont suivi le deuxième épisode, diffusé juste après. Teen Wolf se classe ainsi parmi les meilleurs démarrages de séries sur la chaîne France 4, en battant la série Being Human avec plus de 450 000 téléspectateurs.

## Distinctions
| Année | Prix                   | Catégorie                                                           | Nomination                                                          | Résultat   |
| ----- | ---------------------- | ------------------------------------------------------------------- | ------------------------------------------------------------------- | ---------- |
| 2011  | Teen Choice Awards     | Meilleure série de science-fiction ou fantastique                   | Teen Wolf                                                           | Nomination |
| 2011  | Teen Choice Awards     | Meilleure série de l'été                                            | Teen Wolf                                                           | Nomination |
| 2011  | Teen Choice Awards     | Meilleur nouvel acteur dans une série                               | Tyler Posey                                                         | Nomination |
| 2011  | Teen Choice Awards     | Meilleur star masculin dans une série de l'été                      | Tyler Posey                                                         | Nomination |
| 2011  | Teen Choice Awards     | Meilleure star dans une série de l'été                              | Crystal Reed                                                        | Nomination |
| 2011  | Teen Choice Awards     | Meilleure actrice dans une série de science-fiction ou fantastique  | Crystal Reed                                                        | Nomination |
| 2012  | Saturn Awards          | Meilleure série orientée pour la jeunesse                           | Teen Wolf                                                           | Lauréat    |
| 2012  | Teen Choice Awards     | Meilleure série de l'été                                            | Teen Wolf                                                           | Lauréat    |
| 2012  | Teen Choice Awards     | Meilleur acteur de série de l'été                                   | Tyler Posey                                                         | Lauréat    |
| 2012  | Teen Choice Awards     | Meilleure actrice de série de l'été                                 | Crystal Reed                                                        | Nomination |
| 2012  | Imagen Awards          | Meilleur acteur de télévision                                       | Tyler Posey                                                         | Nomination |
| 2012  | ALMA Award             | Meilleur acteur de télévision dans un rôle principal                | Tyler Posey                                                         | Lauréat    |
| 2013  | Saturn Awards          | Meilleure série orientée pour la jeunesse                           | Teen Wolf                                                           | Lauréat    |
| 2013  | Young Hollywood Awards | Meilleure distribution                                              | Tyler Posey Crystal Reed Dylan O'Brien Tyler Hoechlin Holland Roden | Lauréat    |
| 2013  | Teen Choice Awards     | Meilleure série de l'été                                            | Teen Wolf                                                           | Nomination |
| 2013  | Teen Choice Awards     | Meilleur acteur de série de l'été                                   | Tyler Posey                                                         | Lauréat    |
| 2014  | Saturn Awards          | Meilleure série orientée pour la jeunesse                           | Teen Wolf                                                           | Lauréat    |
| 2014  | Teen Choice Awards     | Meilleure série de science-fiction ou fantastique                   | Teen Wolf                                                           | Nomination |
| 2014  | Teen Choice Awards     | Meilleur acteur dans une série de science-fiction ou fantastique    | Tyler Posey                                                         | Nomination |
| 2014  | Teen Choice Awards     | Meilleur méchant                                                    | Dylan O'Brien                                                       | Lauréat    |
| 2014  | Teen Choice Awards     | Meilleur voleur de vedette dans une série                           | Tyler Hoechlin                                                      | Lauréat    |
| 2014  | Young Hollywood Awards | Meilleure série                                                     | Teen Wolf                                                           | Nomination |
| 2015  | Saturn Awards          | Meilleure interprétation par un jeune acteur dans une série         | Tyler Posey                                                         | Nomination |
| 2015  | Saturn Awards          | Meilleure série orientée jeunesse                                   | Teen Wolf                                                           | Nomination |
| 2015  | Teen Choice Awards     | Meilleur méchant                                                    | Les Docteurs de l'Effroi                                            | Nomination |
| 2015  | Teen Choice Awards     | Meilleur voleur de vedette dans une série                           | Dylan O'Brien                                                       | Lauréat    |
| 2015  | Teen Choice Awards     | Meilleure série de l'été                                            | Teen Wolf                                                           | Lauréat    |
| 2015  | Teen Choice Awards     | Meilleur acteur dans une série de l'été                             | Tyler Posey                                                         | Nomination |
| 2016  | People's Choice Awards | Meilleure série de science-fiction ou fantastique                   | Teen Wolf                                                           | Nomination |
| 2016  | Saturn Awards          | Meilleure interprétation par un jeune acteur dans une série         | Dylan Sprayberry                                                    | Nomination |
| 2016  | Saturn Awards          | Meilleur artiste invité dans une série                              | Steven Brand                                                        | Nomination |
| 2016  | Saturn Awards          | Meilleure série d'horreur                                           | Teen Wolf                                                           | Nomination |
| 2016  | Teen Choice Awards     | Meilleure série de l'été                                            | Teen Wolf                                                           | Lauréat    |
| 2016  | Teen Choice Awards     | Meilleur acteur dans une série de l'été                             | Dylan O'Brien                                                       | Lauréat    |
| 2016  | Teen Choice Awards     | Meilleur acteur dans une série de l'été                             | Tyler Posey                                                         | Nomination |
| 2016  | Teen Choice Awards     | Meilleure actrice dans une série de l'été                           | Shelley Hennig                                                      | Lauréat    |
| 2017  | Teen Choice Awards     | Meilleure série de science-fiction ou fantastique                   | Teen Wolf                                                           | Nomination |
| 2017  | Teen Choice Awards     | Meilleure alchimie                                                  | Dylan O'Brien & Holland Roden                                       | Nomination |
| 2017  | Teen Choice Awards     | Meilleure série de l'été                                            | Teen Wolf                                                           | Lauréat    |
| 2017  | Teen Choice Awards     | Meilleur acteur dans une série de l'été                             | Cody Christian                                                      | Nomination |
| 2017  | Teen Choice Awards     | Meilleur acteur dans une série de l'été                             | Tyler Posey                                                         | Lauréat    |
| 2017  | Teen Choice Awards     | Meilleure actrice dans une série de l'été                           | Shelley Hennig                                                      | Nomination |
| 2017  | Teen Choice Awards     | Meilleure actrice dans une série de l'été                           | Holland Roden                                                       | Lauréat    |
| 2017  | Young Artist Awards    | Meilleur acteur invité dans une série télévisée - Acteur adolescent | Rio Mangini                                                         | Lauréat    |
| 2017  | Saturn Awards          | Meilleure série d'horreur                                           | Teen Wolf                                                           | Nomination |
| 2017  | Saturn Awards          | Meilleur acteur de télévision dans un second rôle                   | Linden Ashby                                                        | Nomination |
| 2017  | Saturn Awards          | Meilleur artiste invité                                             | Ian Bohen                                                           | Nomination |

### Sources
- (en) Cet article est partiellement ou en totalité issu de l’article de Wikipédia en anglais intitulé « Teen Wolf (2011 TV series) » (voir la liste des auteurs).